# Старая Майна
Ста́рая Ма́йна (до конца XIX века — Богоявленское) — посёлок городского типа, административный центр Старомайнского района Ульяновской области и Старомайнского городского поселения.

## География
Расположен на левом берегу Волги Куйбышевского водохранилища, в 68 км к северо-востоку от Ульяновска и в 34 км к северу от станции Чердаклы на железнодорожной линии Ульяновск — Уфа.

## Название
Название рабочего поселка связано с названием реки Майна. Есть версии происхождения этого названия:
- Майнаж (у татаро-монголов на койбальском языке) — медвежий угол, а на ягнобском —  кочевье, жилище;
- Майкина (на дунайско-булгарском языке) — мать (в значении «Основная река»);
- Майна — в Древней Руси — это название полыньи или промоины в неподвижном льду[5].
- Приставка «Старая» появилась в названии в конце XVIII века, после создания населённого пункта — Новая Майна.

## История

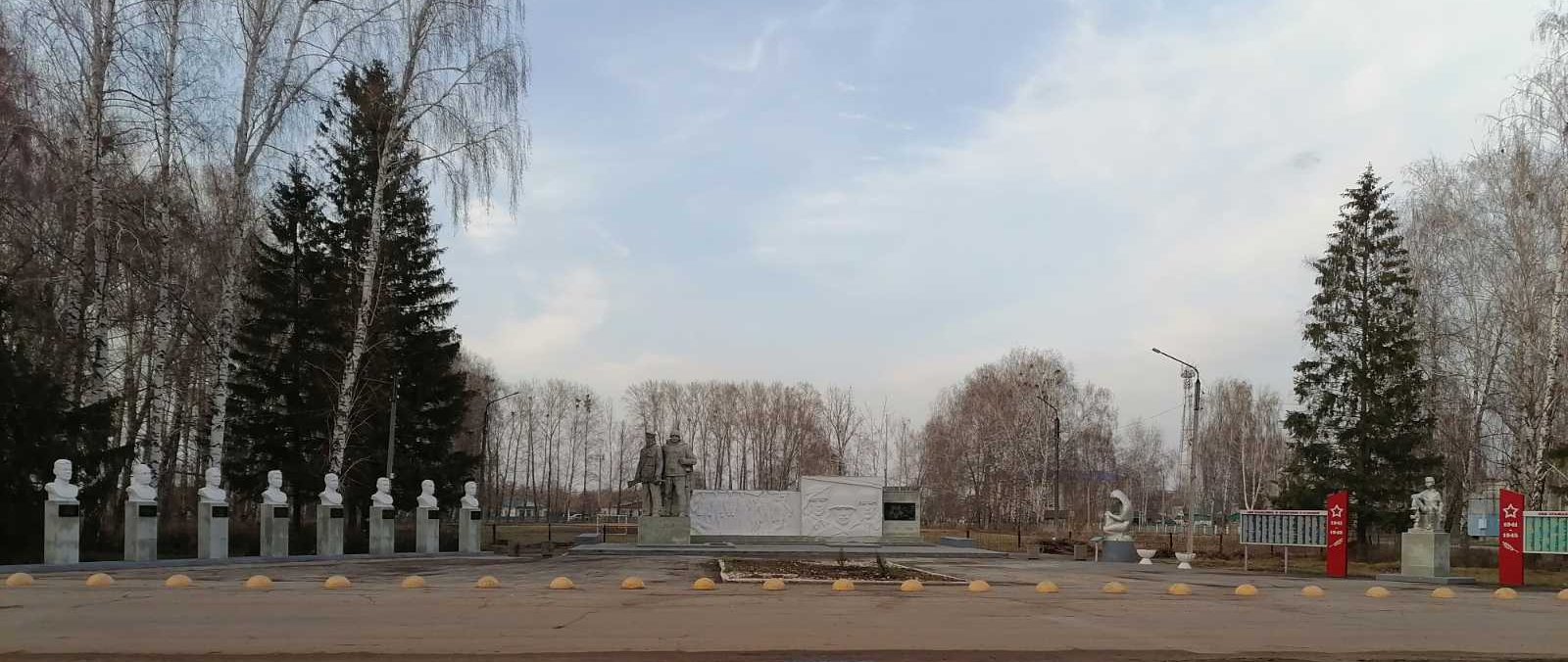
Площадь Победы, Ст. Майна.

По мнению ульяновских археологов, на территории нынешней Старой Майны люди непрерывно жили с III—IV веков. Первыми сюда пришли племена именьковской культуры. Именьковская культура просуществовала на территории нынешней Старой Майны около 400 лет. У обитателе «длинных домов» на городище Старая Майна эпохи Великого переселения народов выявлено две гончарных традиции. Одна традиция связана с населения именьковской культуры, вторая — с притоком в V веке населения из среднего течения Оки и Окско-Сурского междуречья, принёсшего в Среднее Поволжье характерный комплекс украшений и деталей костюма рязано-окского типа. Старомайнский археологический комплекс образуют памятники Старая Майна I, Старая Майна II, и Старая Майна VI). К наиболее раннему комплексу находок относится монета римского императора Гордиана III (238—244 года), двучленная лучковая фибула с расширенной ножкой и подвеска-лунница круга выемчатых эмалей. Накладка со свободно вращающимся кольцом с утолщением в передней части имеет аналогии в материалах ломоватовской культуры, бронзовая литая подвеска в виде стилизованного изображения коня по форме, технике изготовления и орнаментации аналогична украшениям с памятников азелинского типа.
Следующие 5 веков здешними землями владели волжские булгары. На поселении Старая Майна VI найдены детали поясной гарнитуры — пряжки типа «Тепсень», имеющие аналогии в материалах археологического комплекса Тепсень у села Планерского (Коктебель) в Крыму (VII—VIII века). Фрагмент наконечника ремня имеет аналогии в погребении 3 кургана 14 Новинковского II курганного могильника, накладка с кольцом идентична материалам Крюковско-Кужновского могильника, накладка восточнотюркского типа имеет аналогии в Даг-Аразы на Саяно-Алтае и Неволинском могильнике в Прикамье, прямоугольно-скошенная налево четырёхугольная накладка аналогична материалам Томникова, Полома, Неволино, Горбунят. Округлая и фигурная накладка IX века аналогична материалам Дмитриевского могильника, коньковая накладка идентична материалам могильника Мыдлань-Шай в Удмуртии. К домонгольскому периоду относятся поясные накладки, грушевидные подвески, бубенчик, наконечники стрел, более 30 шиферных пряслиц, литые лунницы, украшенные ложной зернью, височное кольцо муромского типа. На поселении Старая Майна VI найден западноевропейский денарий Оттона III и Адельгейды (990—995 гг.). На Старомайнском городище найден объёмный древнерусский медный крестик с шариками на концах, имеющий аналогии с крестиком из Болгарского городища.
Затем эти земли завоёвывает Золотая орда. На территории поселений найдены 4 медные монеты Хызра (1360—1361 гг.), фрагменты поливной керамики, зеркало из белой бронзы с декором из четырёхлепестковой розетки, имеющее полную аналогию в материалах погребения 5 могильника «Песчаный остров».
После распада орды земли отходят к Казанскому ханству.
Во второй половине XVII века здесь появилось первое русское поселение Патриаршья Вотчина на Майне.
Согласно преданию, село Богоявленское было основано игуменом Герасимом с монахами Костромского Богоявленского монастыря в 1655—1661 годах, но из-за постоянных набегов кочевников они покинули его.
Официальной же датой основания села считается 1670 год, когда согласно повелению царя Алексея Михайловича, на берегу реки Майна, ныне Старомайнский залив Куйбышевского водохранилища, был построен «город с тыном» — Майнский острог и вошёл в подчинение Приказа Казанского дворца. Острог имел 900 сажень в длину и 200 в ширину, 12 башен глухих и 6 башен проезжих, соединённые частоколом. Вокруг острога был выкопан ров. Первым воеводой Майнского острога был назначен Матвей Савельевич Салов.  По версии исследователя Н.Захарчева - посёлок основан в 1668 году полковником Г.Гаславским, а уже возле этого поселения (для его защиты)  был основан острог.
В 1708 году, при административной реформе Петра I, село Богоявленское Майна тоже вошло в состав Казанского уезда Казанской губернии.
В 1734 году село становится гражданским.

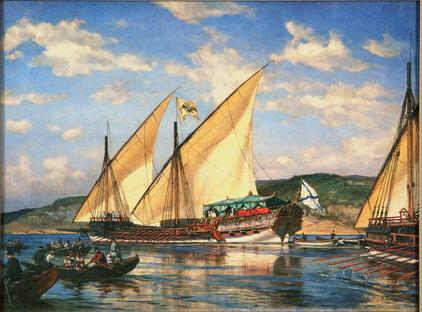
Галера «Тверь» 1767 года. Картина А. К. Беггрова (1879). На котором Екатерина II прибыла в с. Богоявленское (Ст. Майна)..

3 июня 1767 года, к Майнскому причалу, замедляя ход, осторожно причалила зелёная галера «Тверь». На пристань сошли Владимир Григорьевич Орлов, сопровождавший императрицу Екатерину II в её путешествие по Волге, вместе с братом Григорием, а также Бибиковым, Елагиным, Чернышёвым и другими вельможами. Пересев в кареты, императрица и вельможи поехали в гости к Ивану Орлову, который жил в своём имении в деревне Вознесенское. 4 июня свита вновь возвратилась на галеру и направились в Синбирск.
В 1774 году здесь останавливался пугачёвский отряд атамана Сомова, который отступал из под Казани к Белому Яру.

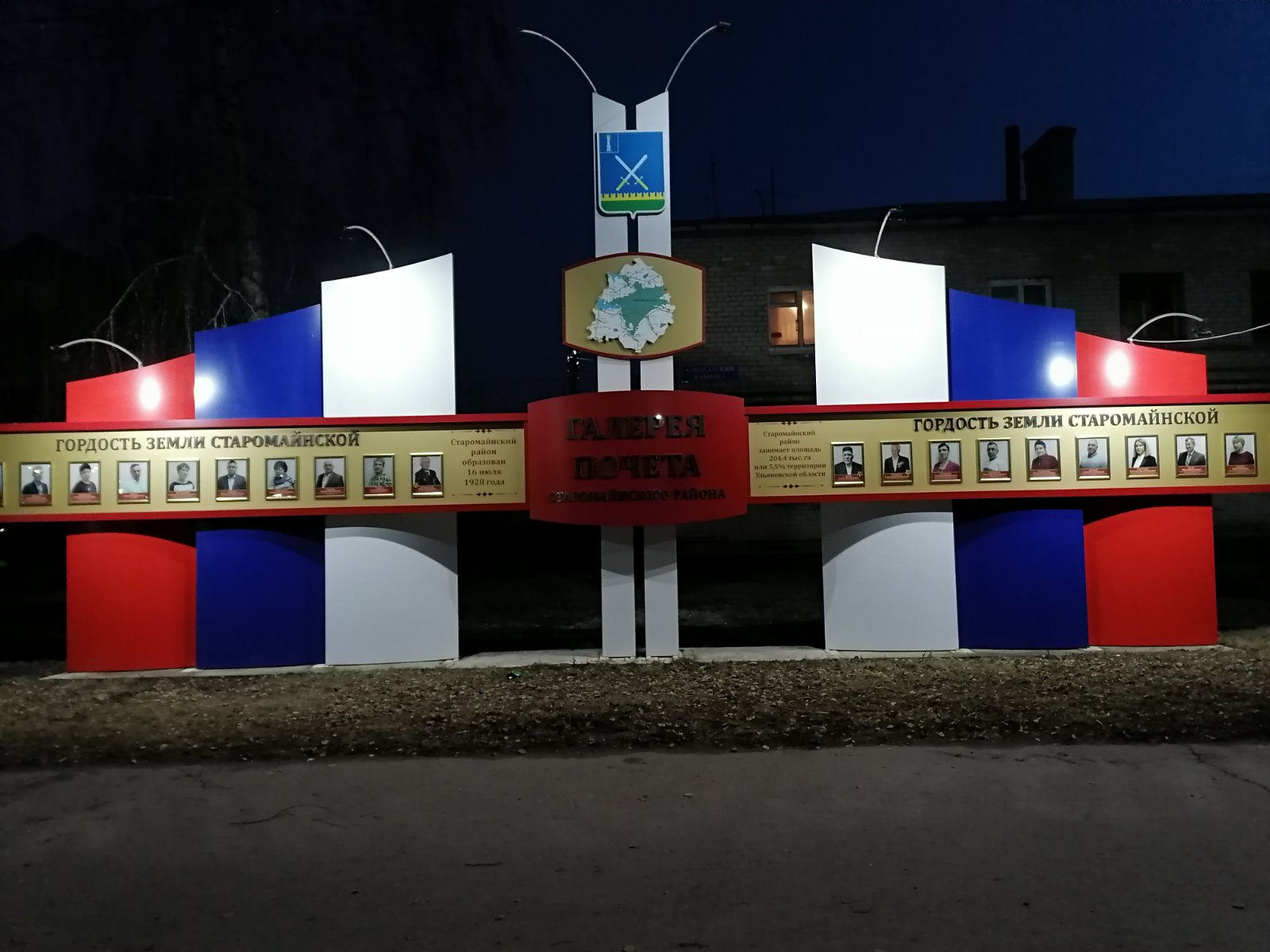
Доска Почёта, Ст. Майна.

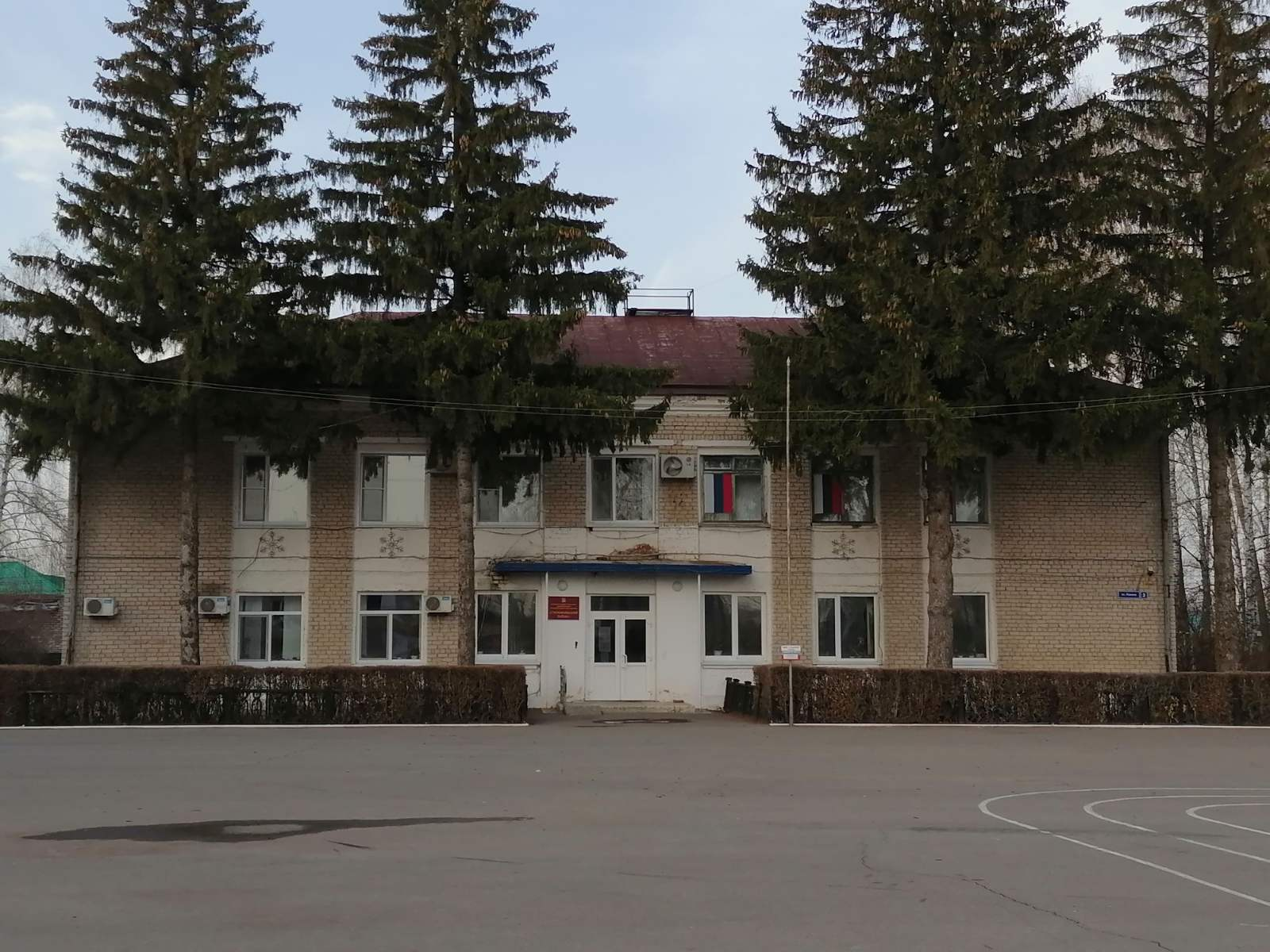
Административное здание, Ст. майна.

В 1777 году в селе была построена первая деревянная церковь; имела два престола: в честь Богоявления и Святителя Николая Мирликийского. Простояла недолго, уничтожена пожаром.
В 1780 году, при административным делением Екатерины II, село Богоявленское Майна тож вошло в состав Ставропольского уезда Симбирского наместничества.
В 1785 году, при топографическом описании Ставропольского уезда Симбирского наместничества, записано: «…В Майне находится судовая пристань, где грузится хлеб и отправляется вниз до Астрахани».
С 1796 года — в Ставропольском уезде Симбирской губернии.
С конца XVIII до начала XIX века 56 семей ремесленников-кирпичников переселилась на речку Малый Авраль, где основали новую деревню Новую Майну, а Богоявленское Майна стала называться Богоявленское Старой Майной. [Старая карта 1816 г.]
С 1851 года — в Ставропольском уезде Самарской губернии.
В 1859 году — во 2-м стане Ставропольского уезда Самарской губернии, число дворов — 479, жителей мужского пола — 1333, женского пола — 1390, есть церковь, базары, пристань.
В 1861 году село стало административным центром — Старомайнской волости.
В 1862 году в Старой Майне открылось первое в России специальное училище по подготовке сельских учительниц, в котором обучались крестьянские девушки.

Вечный огонь, Ст. Майна.

В 1880 году в селе 11 обществ, 567 дворов, 1205 мужчин и 1311 женщин.
В 1889 году — волостной центр Ставропольского уезда Самарской губернии, число дворов — 610, мужского пола (ревизских душ) — 1149, обоего пола — 3191, есть две церкви, почтово-телеграфная контора, хлебный базар, 5 ветряных, 5 водных и одна паровая мельницы.
В 1898 году построена деревянная крытая железом школа.
На 1900 год в Старой Майне жило 4052 человека, имелось: 2 церкви, 3 школы, почтово-телеграфная контора.
В 1910 году — волостной центр Ставропольского уезда Самарской губернии, число дворов — 809, муж. пола — 2047, женского пола — 2016, обоего пола — 4063 человека, в селе имелось 2 церкви, 4 школы: земская мужская, земская женская и 2 церковно-приходские школы.

Вечный огонь, Ст. Майна (9.05.2021).

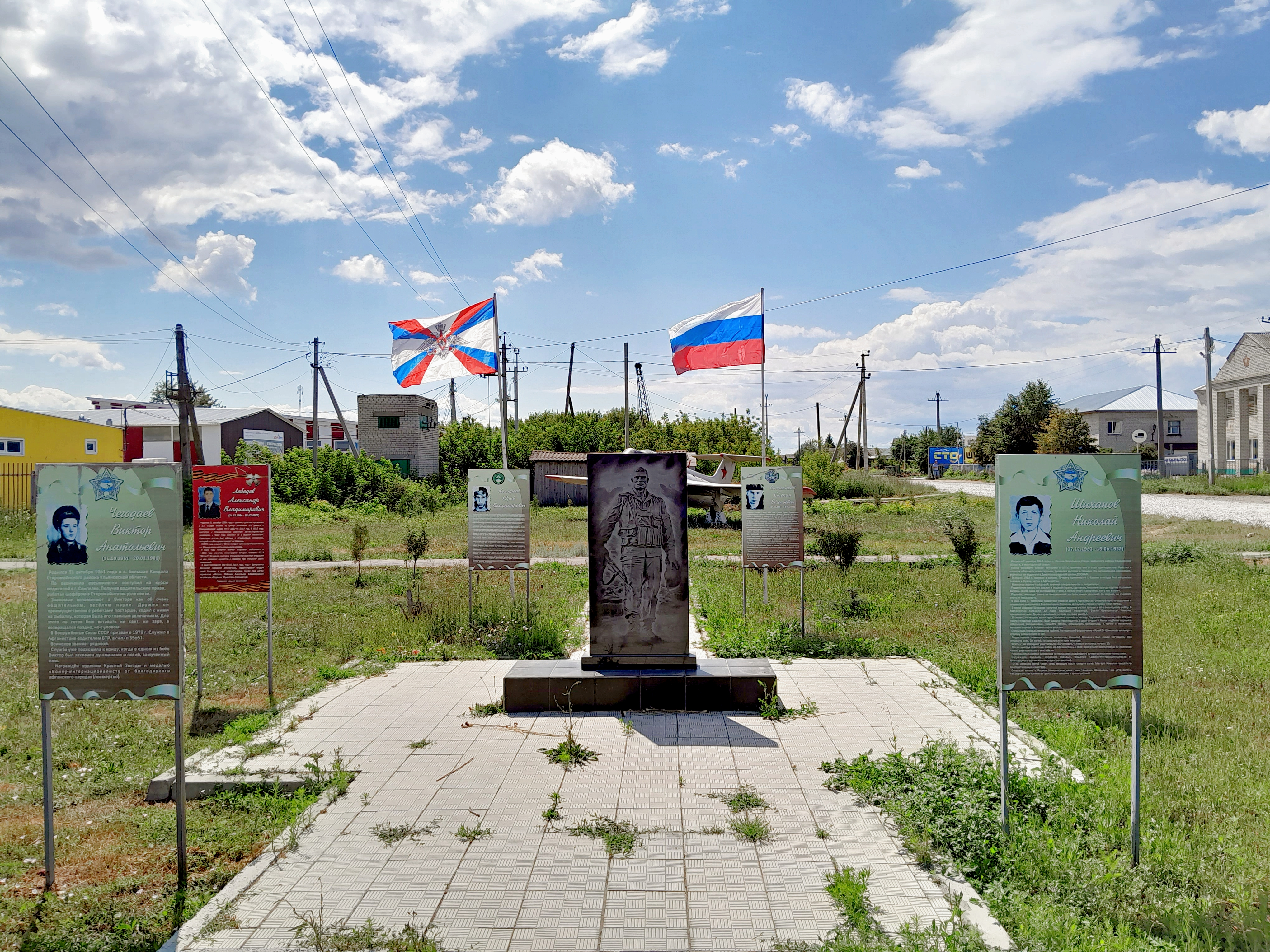
На площади Победы (Ст. Майна).

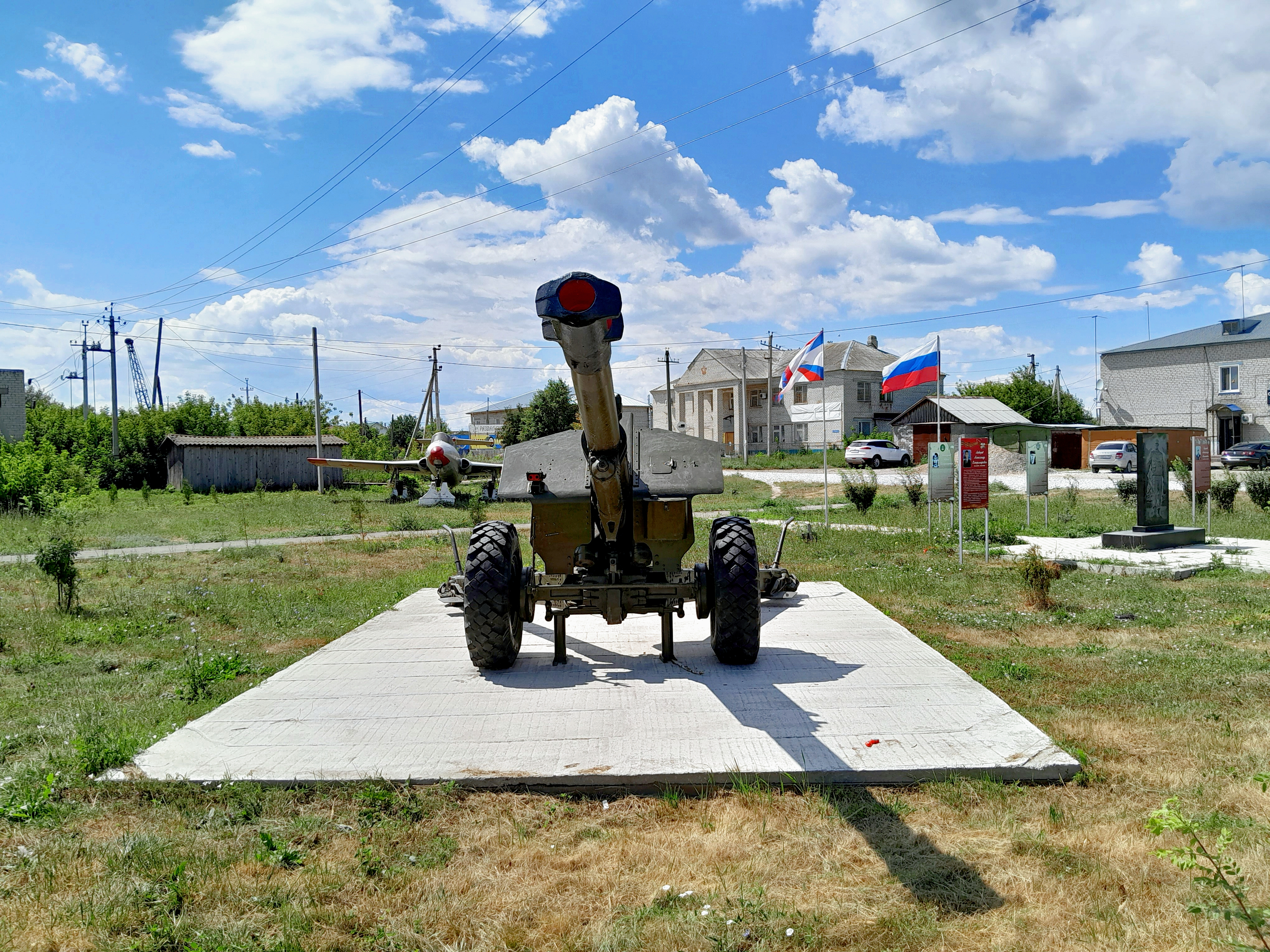
На площади Победы (Ст. Майна).

21 июля 1918 года, во время Гражданской войны, на пристань высадился разведывательный красноармейский десант из 10 матросов с боевого судна «Лев», которые погибли от рук торговцев и кулаков. Впоследствии их тела были похоронены за селом, а в 1956 году перезахоронены в Парке Победы и воздвигнут памятник-обелиск.

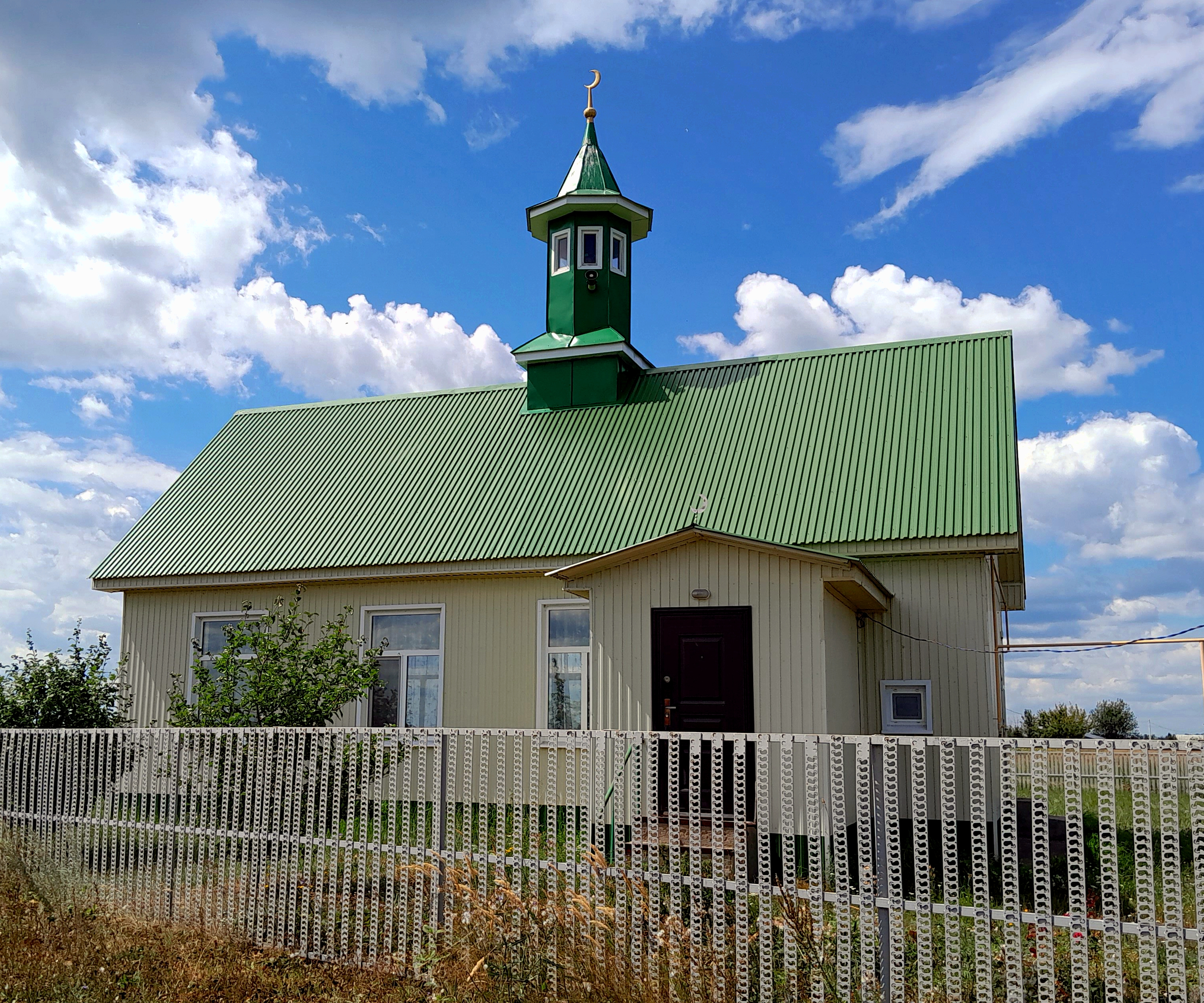
Мечеть в Старой Майне.

С 1919 года — волостной центр Мелекесского уезда Самарской губернии.
С 1928 года — районный центр Старо-Майнского района Ульяновского округа Средне-Волжской области (с 1929 — Средне-Волжского края, с 1935 — Куйбышевского края, с 1936 — Куйбышевской области).

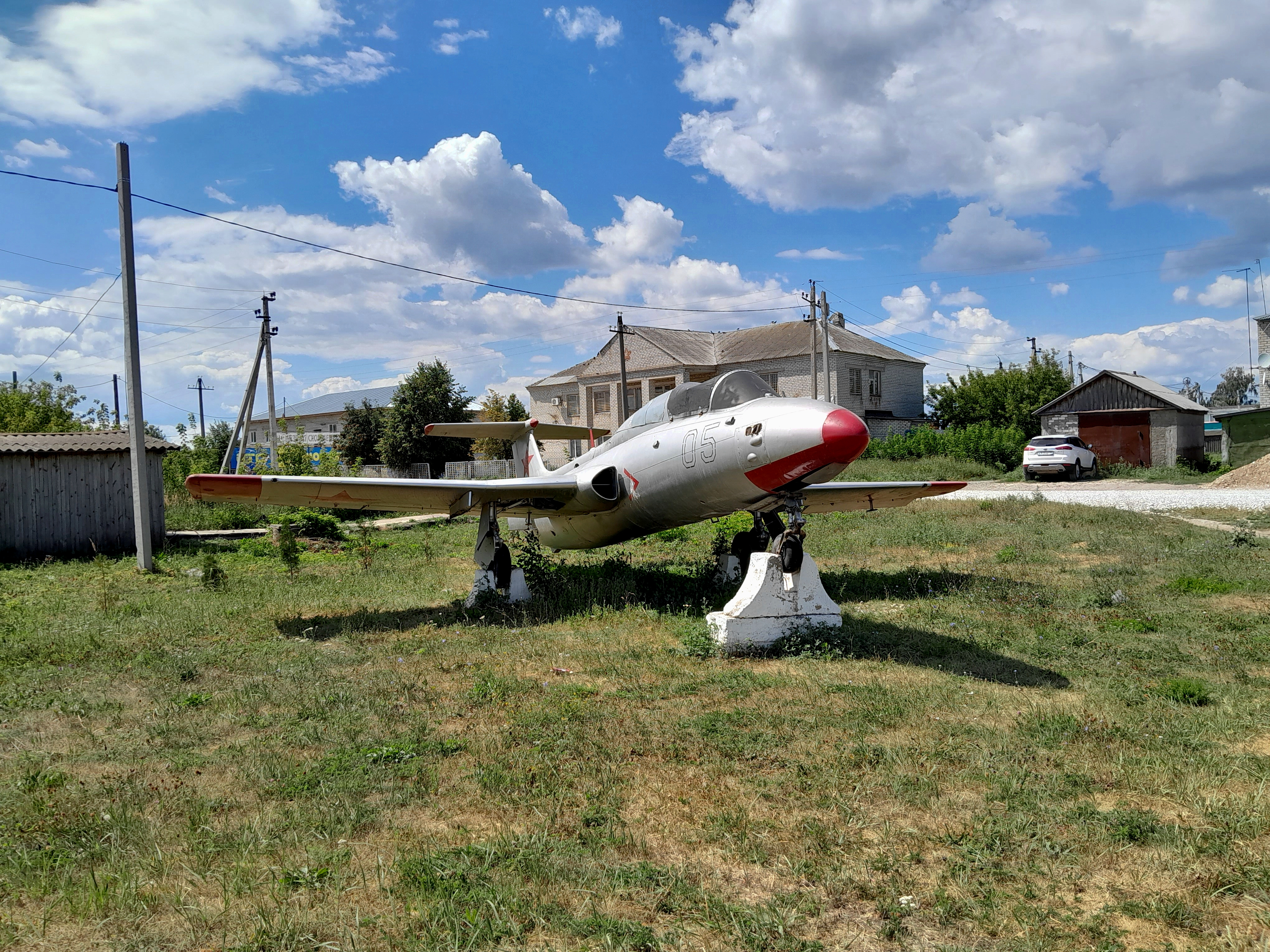
На площади Победы (Ст. Майна).

16 августа 1930 года в Старой Майне был образован совхоз имени Яковлева. 27 апреля 1931 года совхозу был отведён второй земельный участок — хутор Грачёв (ныне с. Прибрежное).
В 1931 году — в Старомайнском с/с Чердаклинского района Средне-Волжского края, в который входили: деревня Верхняя Матросовка, посёлок Заря, будка Затон, деревня Нижняя Матросовка, поселок Потаповский, село Старая Майна, колхоз «Молодая Гвардия», колхоз Имени Сталина, хутор Труженик, хутор Трубенское объединение, кордон Лесной кордон. В селе Старая Майна было 1045 дворов, в которых жило 4225 человек.
В 1935 году — вновь стала центром Старо-Майнского района.
В 1937 году открылась первая средняя школа.
С 19 января 1943 года — районный центр Старомайнского района Ульяновской области.
В 1952—1955 годах, из-за строительства Куйбышевского водохранилища, северная часть села была перенесена на новую площадку. Также к селу были допереселены: деревня Нижняя Матросовка, село Головкино, посёлок Сталино, деревня Старый Урень.
Решением облисполкома от 7 апреля 1967 года село Старая Майна отнесено к категории рабочих посёлков.
В 1991 году здание церкви было возвращено епархии.
В 1992 году вместо райисполкома была образована администрация Старомайнского района.
29 мая 2005 года рабочий посёлок Старая Майна стал административным центром Старомайнского городского поселения.

## Население
| 1855  | 1859  | 1889  | 1897  | 1910  | 1928  | 1959  |
| ----- | ----- | ----- | ----- | ----- | ----- | ----- |
| 2681  | ↗2723 | ↗3191 | ↗4311 | ↘4063 | ↘3692 | ↗4873 |
| 1970  | 1979  | 1989  | 2002  | 2009  | 2010  | 2011  |
| ↘4505 | ↗5151 | ↗6633 | ↗6988 | ↘6882 | ↘6521 | ↘6512 |
| 2012  | 2013  | 2014  | 2015  | 2016  | 2017  | 2018  |
| ↘6453 | ↘6397 | ↘6338 | ↗6341 | ↘6331 | ↘6290 | ↘6169 |
| 2019  | 2020  | 2021  |       |       |       |       |
| ↘6055 | ↘5981 | ↘5852 |       |       |       |       |

## Промышленность
- Старомайнский приборостроительный завод[49], в составе УППО МАП, «п/я Ю-9035» (открыт в 1977 г.)[50], ныне закрыт.
- Маслозавод,
- Кирпичный завод (возобновил работу в 2021 году)[51].
- ЗАО "Старомайнский завод механических изделий" (закрыт в 2015 г.)[52].
- Старомайнский лесхоз (основан в 1931 г.)[53].

## Инфраструктура
- Школы[54][55]
- Старомайнский технологический техникум (открыт в 2002 г.)
- Старомайнский казачий кадетский клуб (открыт в 2003 г.).
- Музей леса. Открыт 15 сентября 2016 года[56].
- В центре посёлка открыт краеведческий музей [57].

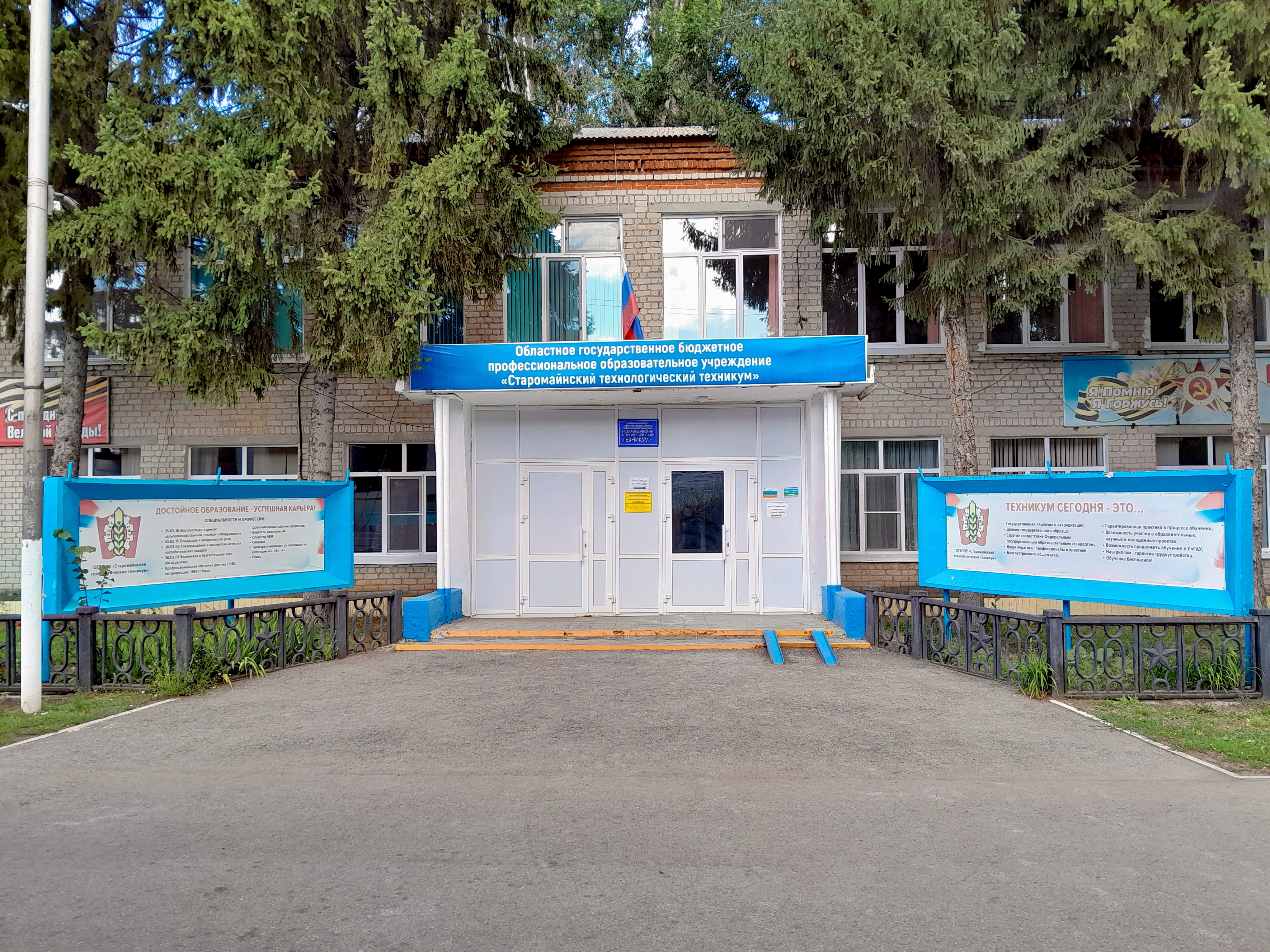
Старомайнский технологический техникум.
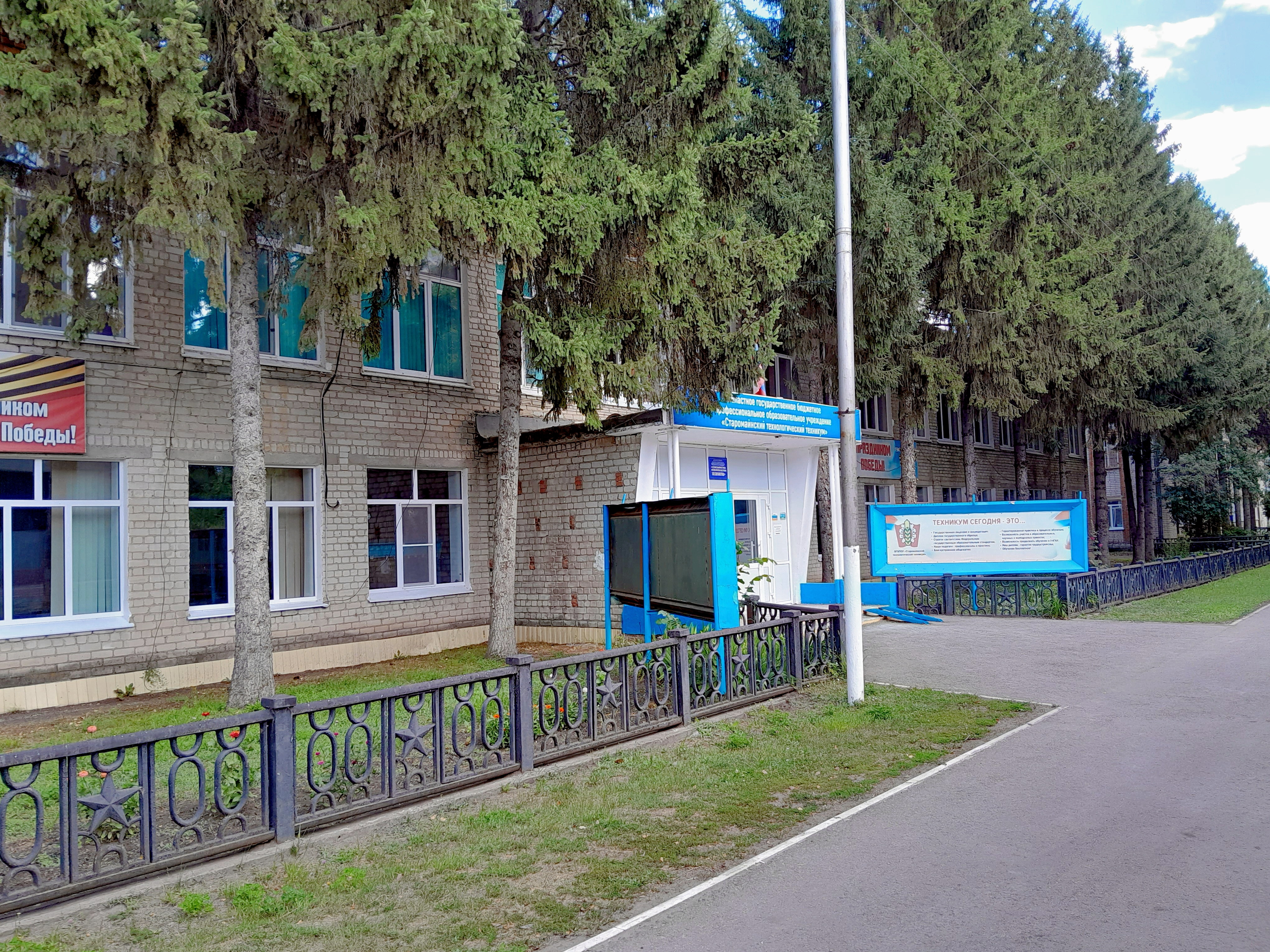
Старомайнский технологический техникум.
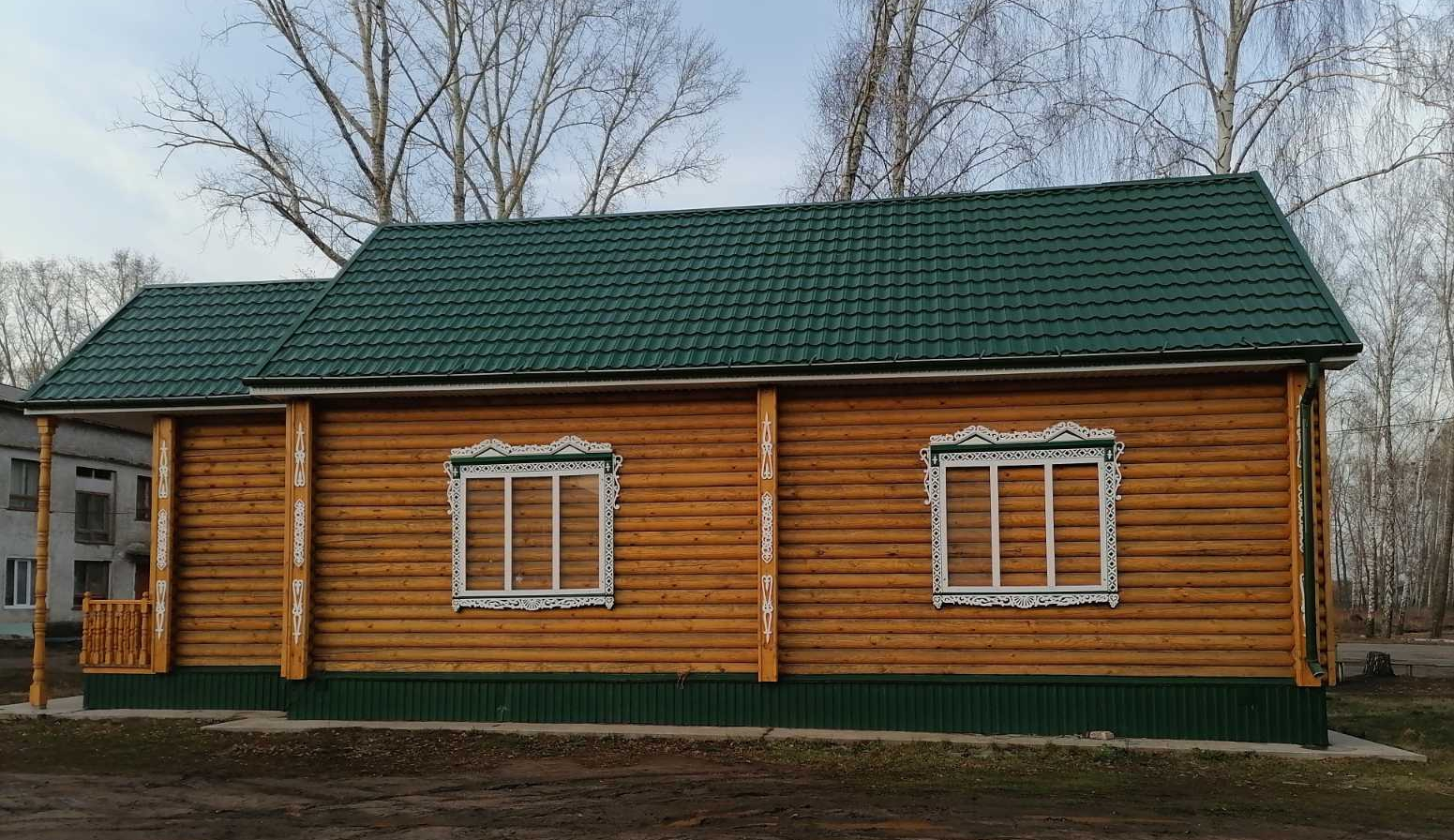
Краеведческий музей.
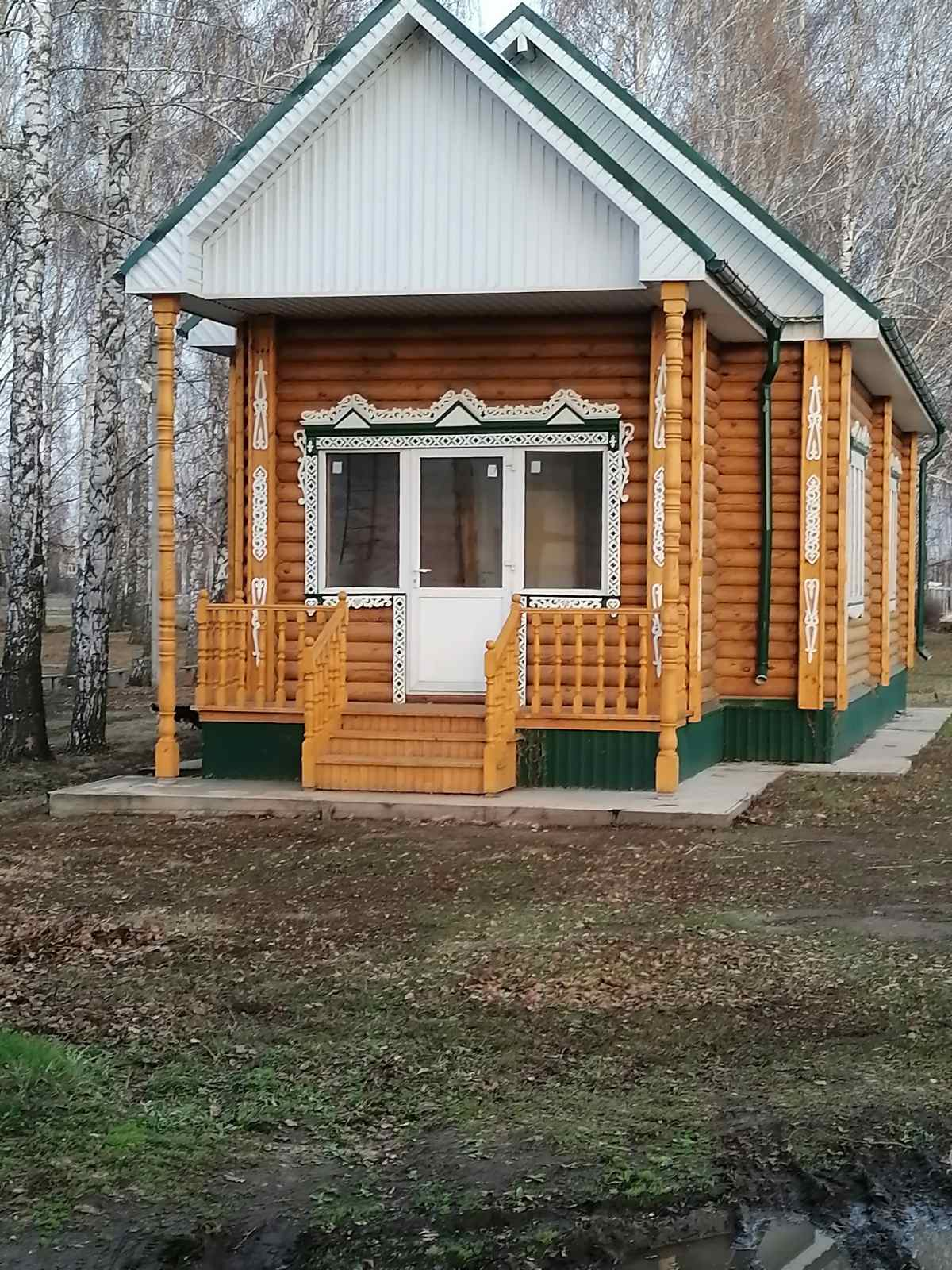
Музей леса.

## Транспорт
В Старой Майне есть один автобусный маршрут (кольцевой)
В посёлке есть автостанция, с него выезжают в Ульяновск, Старое Рождествено, Матвеевку, Ертуганово и в Татарское Урайкино.

## Русская православная церковь
Церкви Ст. Майны относятся к Русской Православной Церкви, Симбирской митрополии, Мелекесской епархии, Старомайнское благочиние.

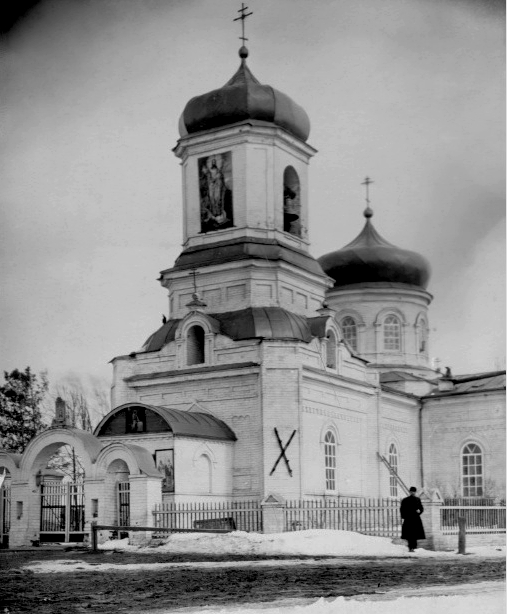
Александро-Невский храм (Старая Майна, фото 1904).

- Александро-Невский храм (Старая Майна, фото 1904).В 1823 году, по инициативе графа Дмитрия Николаевича Блудова, был возведён каменный Богоявленский храм [59], сохранившаяся до сих пор[60]. В храме хранятся почитаемые иконы Божией Матери: «Боголюбивая», «Серопаховая»; «Отрада» («Утешение») и «Казанская»[61][62][63][64][65]
- Храм в Раковском Свято-Троицком монастыре. Спроектирован в 1867 году, колокольня построена в 1917 году[66].
- В 1872 году была построена вторая каменная церковь с престолом Александра Невского — Александро-Невский храм[67]. Закрыт в 1930 году, взорван в 1955 году[62][68][69][70][71][72].
- В 2010-х годах была построена Часовня иконы Божией Матери «Боголюбская»[73].

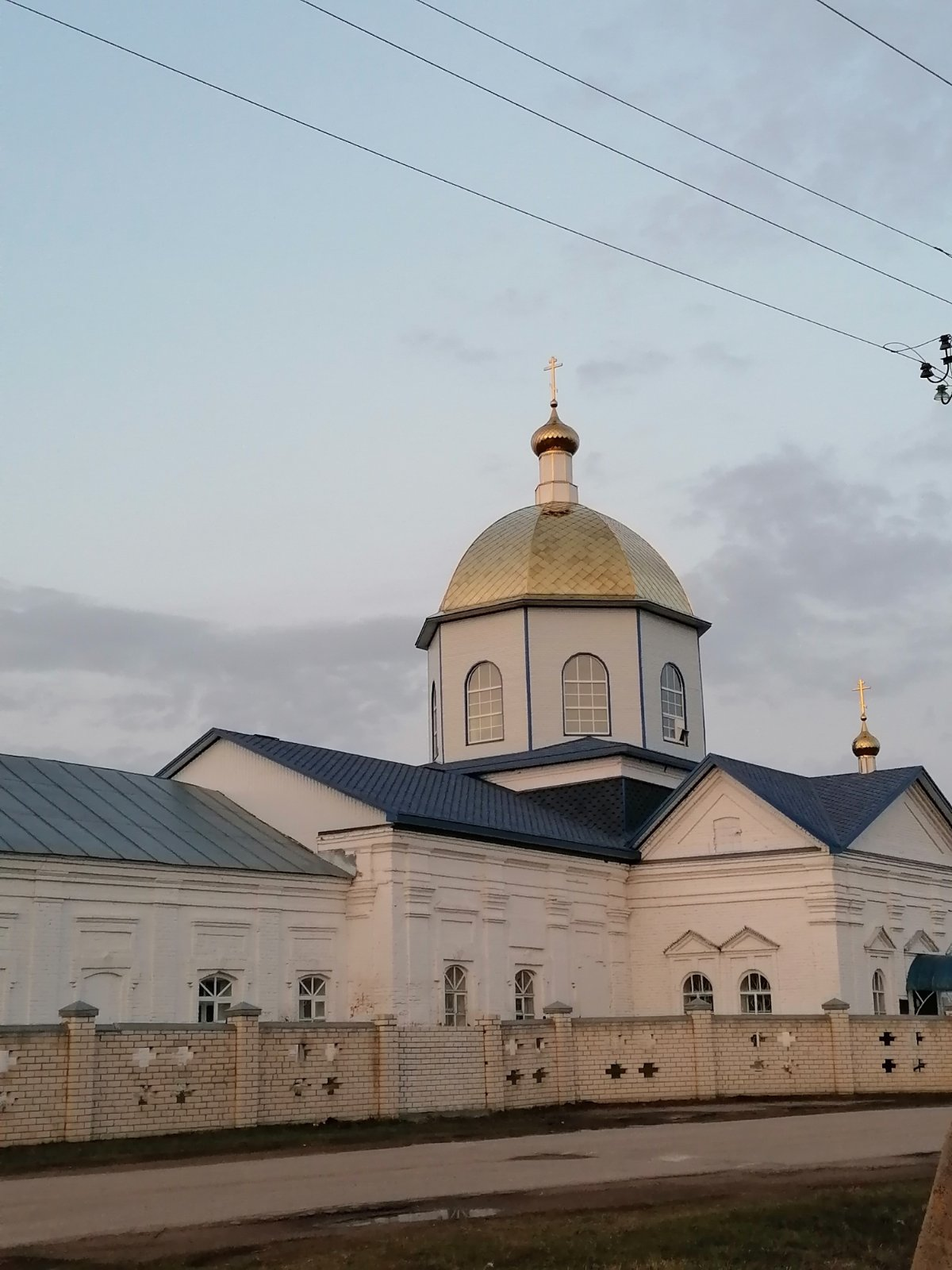
Церковь, Ст. Майна.
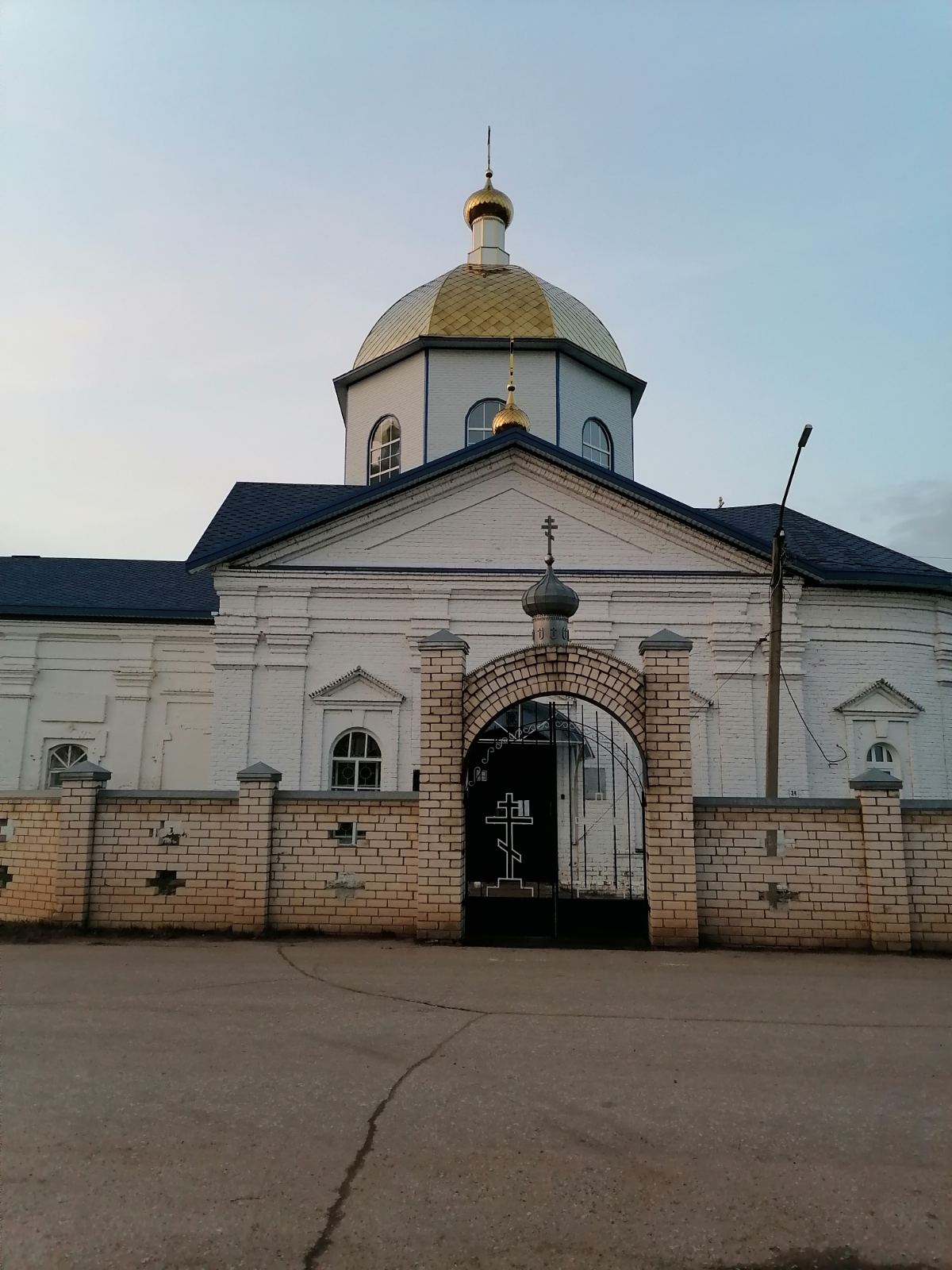
Церковь, Ст. Майна.
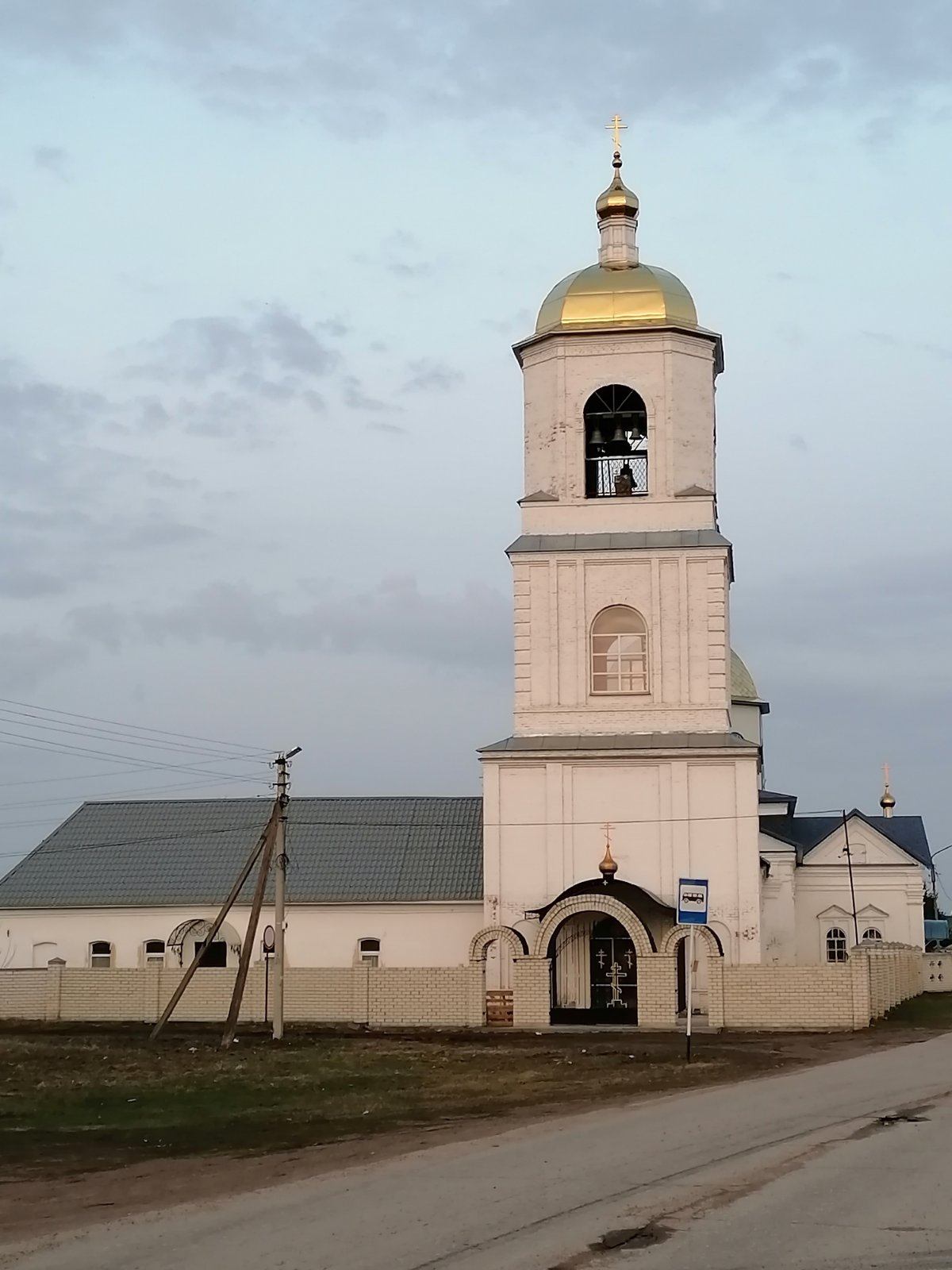
Церковь, Ст. Майна.
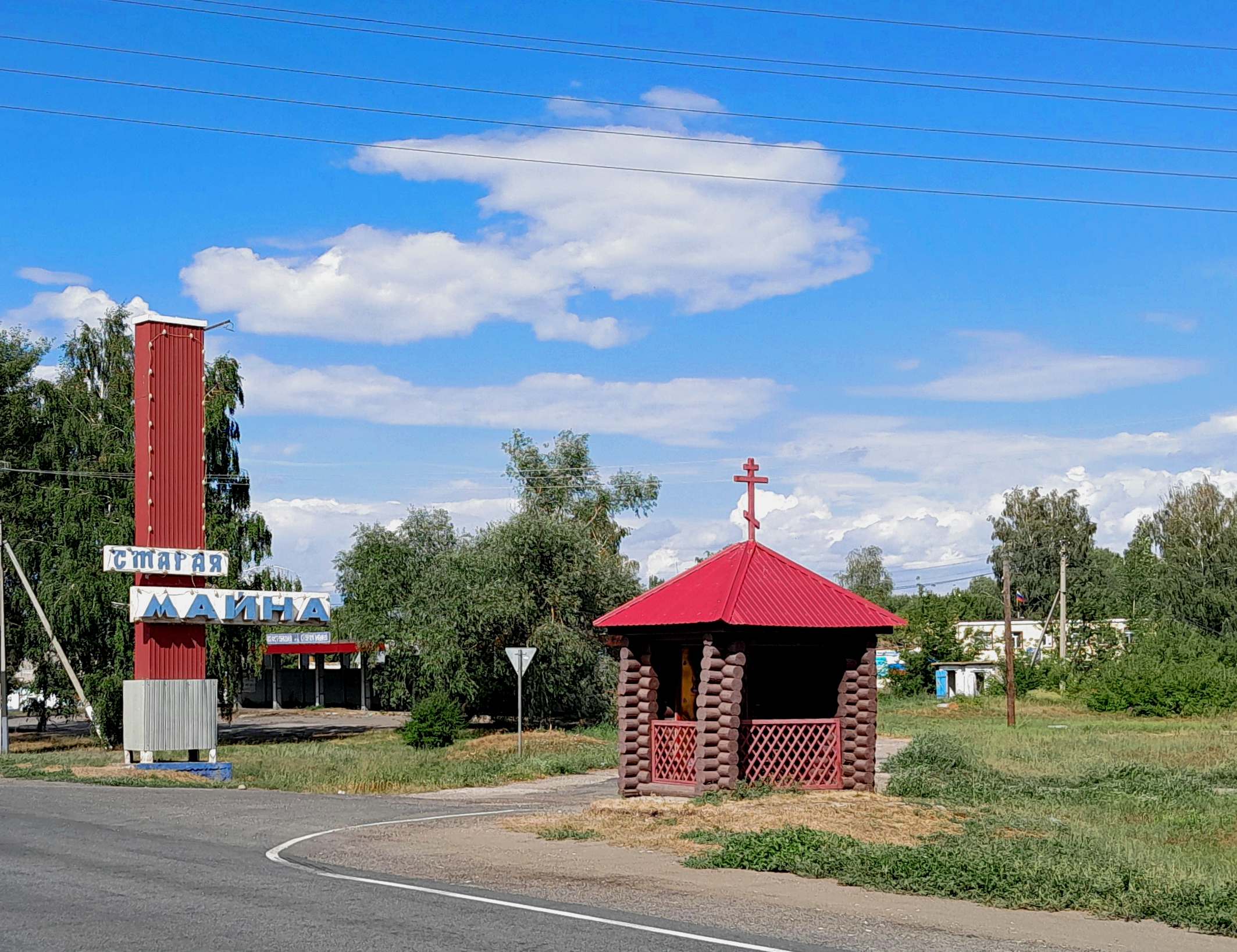
Въезд в Старую Майну, Часовня иконы Божией Матери «Боголюбская».

## Достопримечательности
Памятники

Братская могила 9-ти матросов (9.2021, после реставрации).

- Братская могила 9-ти матросов (9.2021, после реставрации).Братская могила 9 матросов-балтийцев и начальника сельской почты А.И. Глухова, убитых кулаками[74];
- Мемориальный комплекс «Аллея Славы» (1975)[75];
- Памятник-монумент «Бронеавтомобиль БА-64» (2010)[75];
- Мемориальная конструкция «Труженики тыла» (2010)[75];
- Памятник «Детям, опалённым войной» (2015)[75];
- «Скорбящая мать» (2017)[75];

Аллея Героев Старомайнского района (открыта 22.06.2005 г. ск-р Плотников К. Н.), на Аллее установлены бюсты:
- Титову Алексею Фёдоровичу — Герой Советского Союза,
- Соболевскому Анатолию Фёдоровичу — Герой Советского Союза,
- Наганову Алексею Фёдоровичу — Герой Брестской крепости[76],
- Сидоров Александр Филиппович — кавалер трёх орденов Славы,
- Максимов Николай Гордеевич — Герой Советского Союза,
- Новиков Андрей Иванович — кавалер трёх орденов Славы[77],
- Савельев Александр Фёдорович — Герой Советского Союза,
- Бильданов Абдулла Бильданович — кавалер трёх орденов Славы,
- Ежов Константин Андреевич — Герой Советского Союза,
- Будилин Иван Михайлович  — Герой Советского Союза.

Памятник Воинам-Землякам, ск-р Клюев Анатолий Иванович.
Памятник "Детям опалённым войной", Ст. Майна.
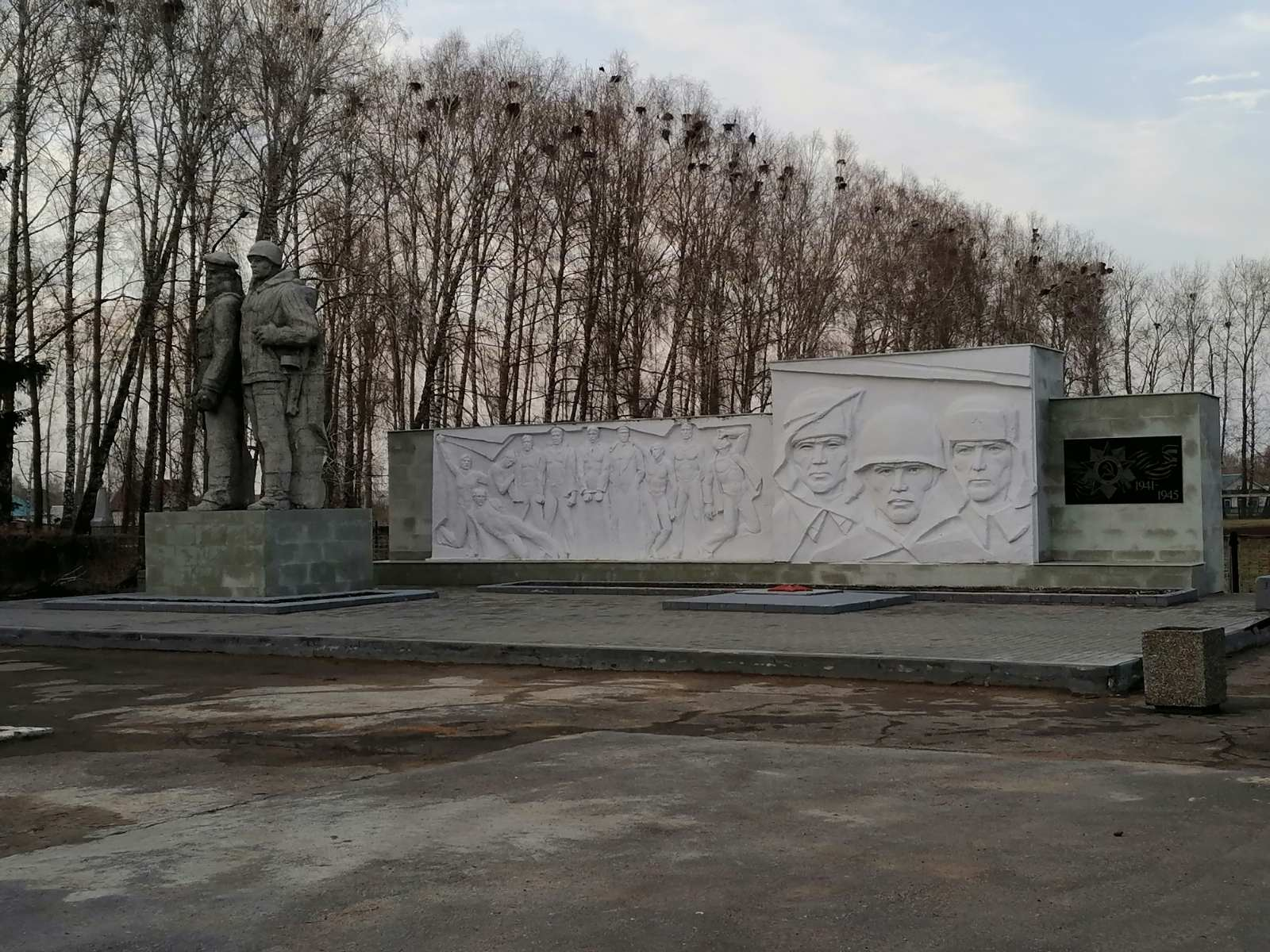
Монумент "Воинам-землякам", Ст. Майна.
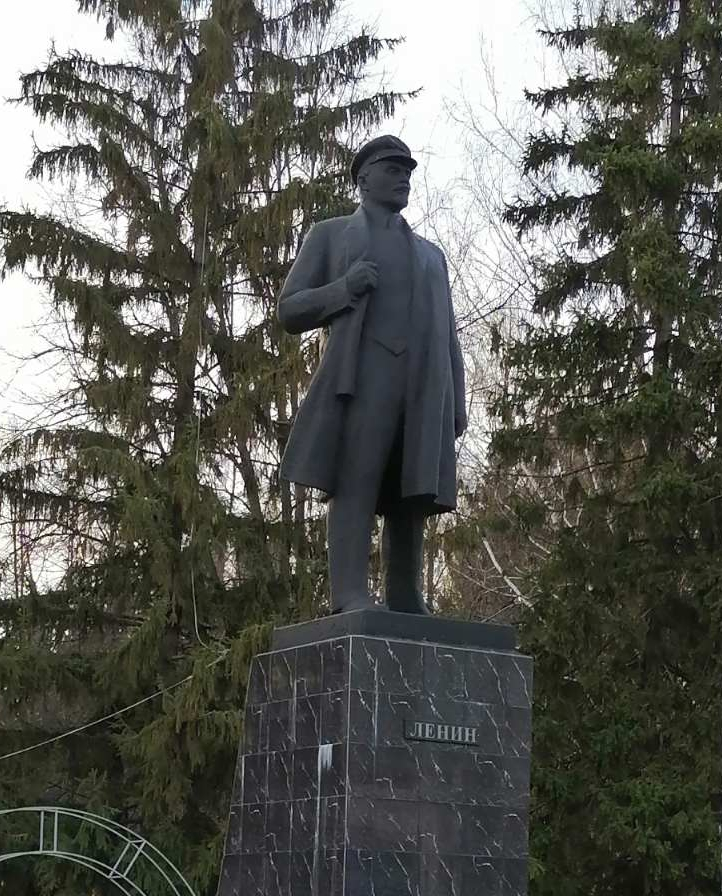
Памятник В. И. Ленину, Ст. Майна.
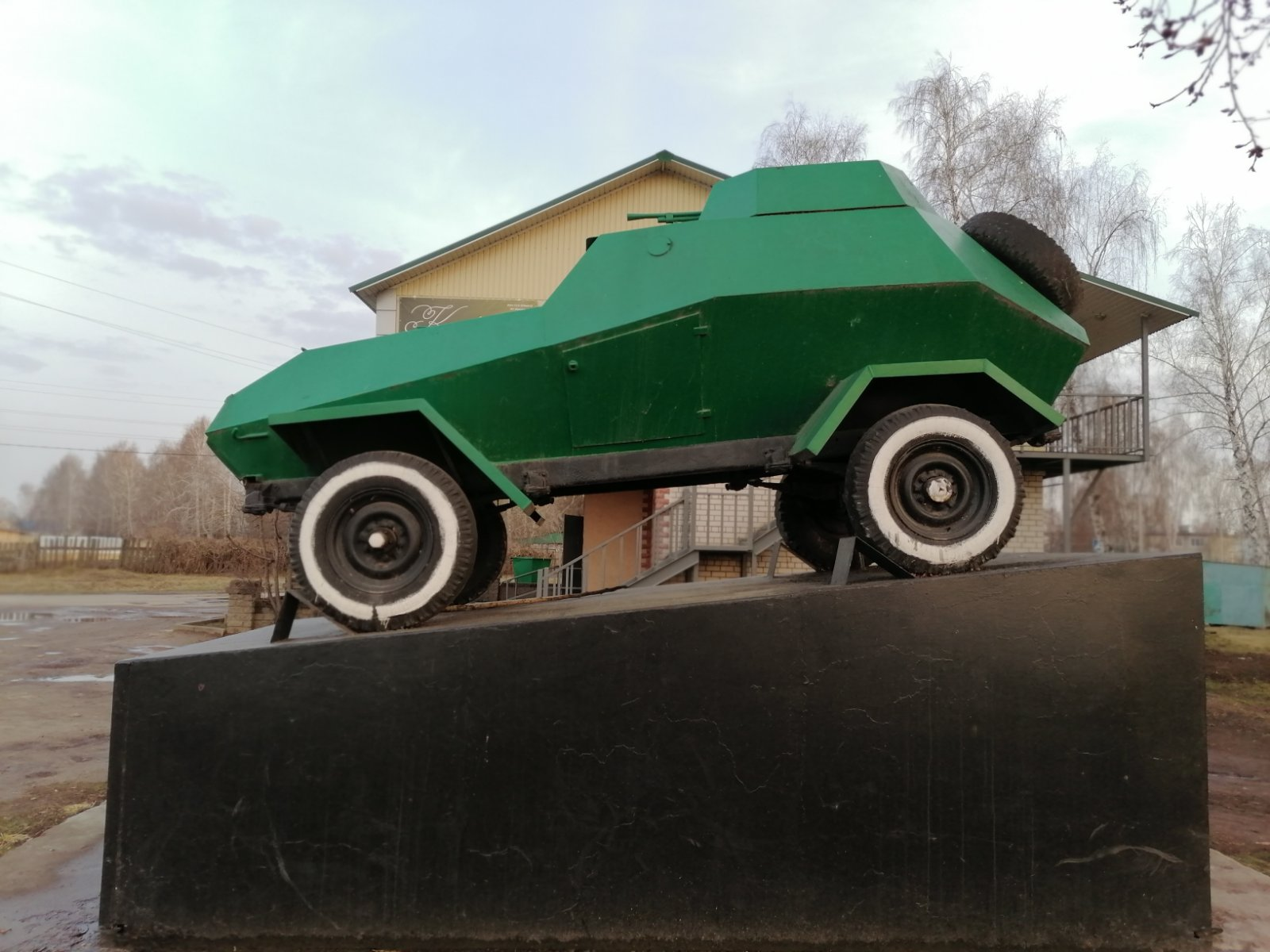
Памятник «БА-64», Ст. Майна (2).
Памятник, Ст. Майна.
Памятник-бюст Сидорову А. Ф. (Ст. Майна).
Памятник-бюст Бильданову А. (Ст. Майна).
Памятник-бюст Новикову А. И. (Ст. Майна).
Памятник-бюст Максимова Н. Г. (Ст. Майна).
Памятник-бюст Савельева А. Ф. (Ст. Майна).
Памятник-бюст Титову А. Ф. (Ст. Майна).
Памятник-бюст Соболевскому А. Ф. (Ст. Майна)
Памятник-бюст Наганову А. Ф., (Ст. Майна).
Памятник-бюст Ежову К. А. (Ст. Майна).
Памятник-бюст Будилина И. М. (Ст. Майна).

Исторические
Историко-археологический заповедник «Старая Майна»; Здание торговой лавки, где работал писатель А. С. Неверов, нач. XX в.; Братская могила девяти матросов балтийцев и начальника сельской почты А. И. Глухова, убитых кулаками, 1918 г.; Особняк купеческий кон. XIX в.; Доходный дом купца Чубарова, 1905 г.; Здание земской школы, 1890 г.; Дом Пчеляковых, 2-я пол. XIX в.; Купеческий дом нач. XX в.; Дом купца В. В. Васильева, 2-я пол. XIX в.; Дом купцов Юсовых кон. XIX в.; Дом купца Павлищева XIX в.; Дом купцов Самсоновых кон. XIX в.; Богоявленская церковь, XIX в.; Дом купца Деньгина кон. XIX в.; Дом купцов Першиных, 1870 г.; Дом крестьянский 1873 г.;
Археология
Селище «Старая Майна 4» 3-я чет. I тыс.; Поселение «Старая Майна 8» кон. II тыс.до н. э.; Городище "Старая Майна " 3-я четв., I-I-я II тыс.; Курган "Старая Майна " 2-я пол. II тыс.до н. э.(?);
Природные
- ГПП «Берег орланов» — ООПТ УО В 1988 году Ульяновский облисполком принял решение создать в кварталах 1 и 2 Старомайнского лесничества Государственный памятник природы «Берег орланов» (В 5,5 км на север от р.п. Старая Майна). Именно здесь очень много гнезд орланов-белохвостов, занесенных в Красную книгу России. Орлан-белохвост самая крупная птица России. Во всей России орланов-белохвостов всего лишь несколько десятков гнездящихся пар.

## Люди, связанные с посёлком
- Нелидов Николай Константинович — русский правовед, заслуженный профессор и декан юридического факультета Казанского университета.
- Лагунов Константин Яковлевич — историк, писатель, профессор Тюменского государственного университета.
- Гославский Евгений Петрович — русский писатель и драматург. Брат художника П. П. Гославского, отец актрисы С. Е. Гославской.
- Гославский Пётр Петрович — русский живописец и график.
- Скобелев (Неверов) Александр Сергеевич — писатель, работал в Старой Майне в галантерейной лавочке Никифорова.
- Мордвинов Юрий Николаевич — писатель, родился и живёт в Старой Майне, автор книги «Взгляд в прошлое»[79]
- Чайкин Геннадий Андреевич —  Герой Социалистического Труда (1966), работал технологом в Старомайнской ремонтно-технической станции.
- Сидоров Александр Филиппович — участник Великой Отечественной войны, полный Кавалер ордена Славы.
- Иванов Виктор Евгеньевич — советский физик-экспериментатор, специалист в области вакуумной металлофизики и вакуумной металлургии. Член-корреспондент АН СССР (1964), академик АН УССР (1967), лауреат Государственной премии СССР (1972).
- Лентовский Александр Егорович — российский медик, один из первых академических преподавателей клинического акушерства в России, заслуженный профессор и декан медицинского факультета Казанского университета.
- Тупицын Михаил Николаевич — советский политик и офицер органов безопасности, первый секретарь Брестского областного комитета КП Белоруссии (1940—1946), первый секретарь обкома ВКП(б) в Новгороде Великом (1948—1951). С весны по сентябрь 1929 года исполнял обязанности инспектора соцвоса[80].
- Пономарев Аркадий Фёдорович — Герой Социалистического Труда, учился в школе механизации[81].
- Сурнев Роман Васильевич — российский биатлонист, призёр чемпионата России. Родился в Старой Майне[82].
- Половцов Виктор Андреевич — писатель, некоторое время жил в посёлке. Основал 1-го марта 1862 года на добровольные пожертвования училище для образования сельских учительниц. Школа эта, существующая до настоящего времени[83][84].

## Галерея

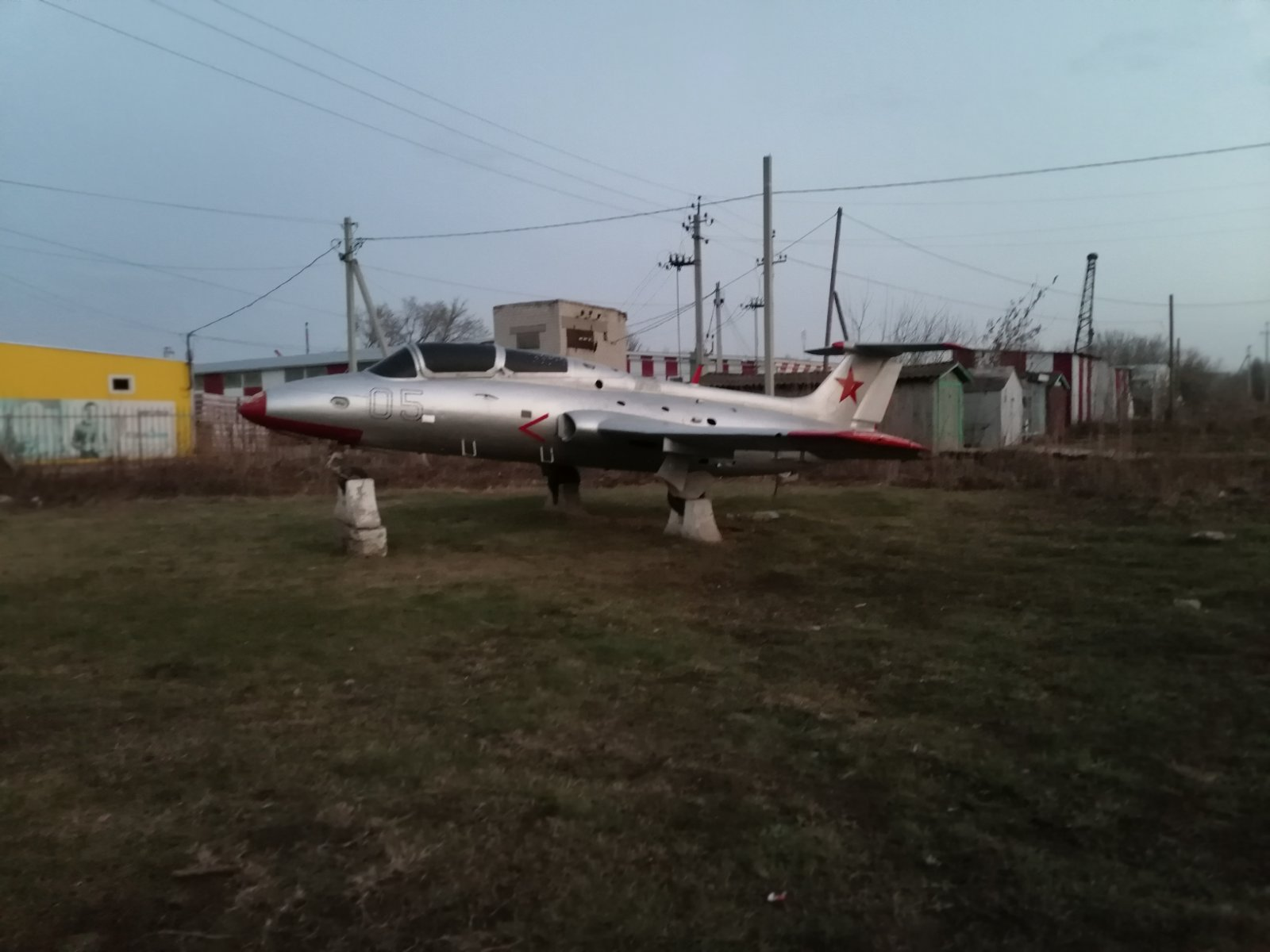
Памятник авиаторам (самолёт Aero L-29 Delfin).
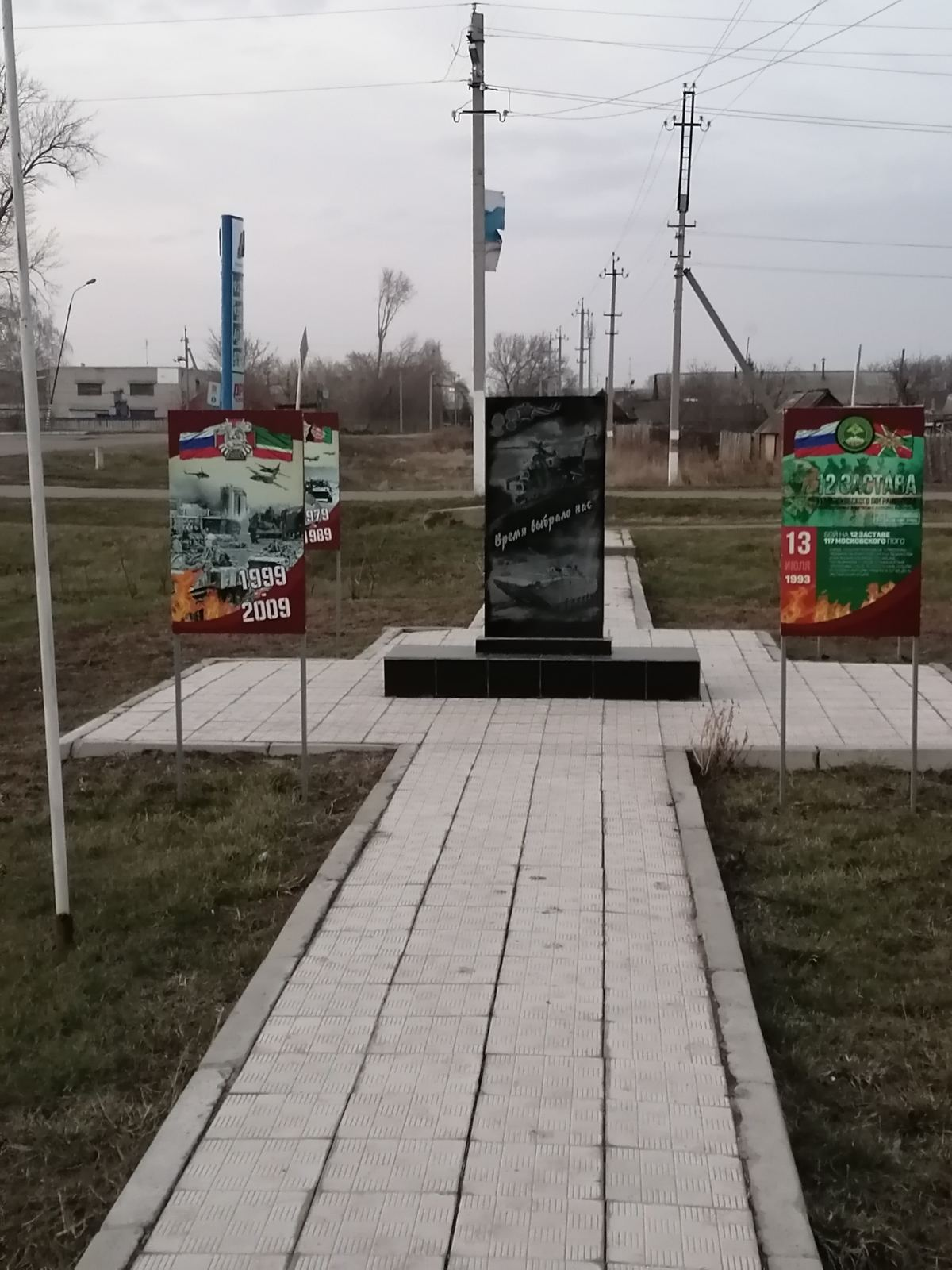
Памятник.
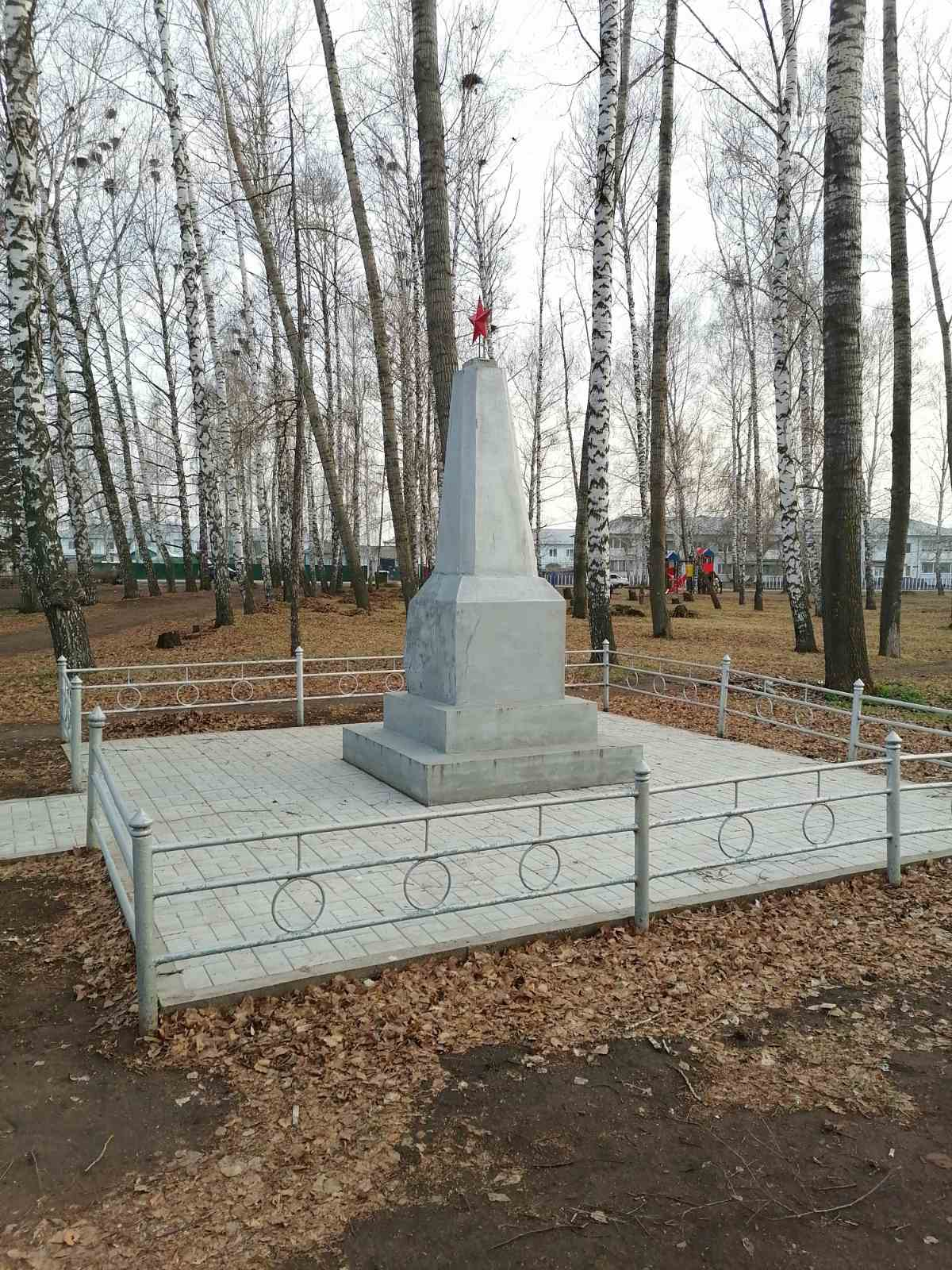
Памятник погибшим в гражданскую войну (Братская могила).
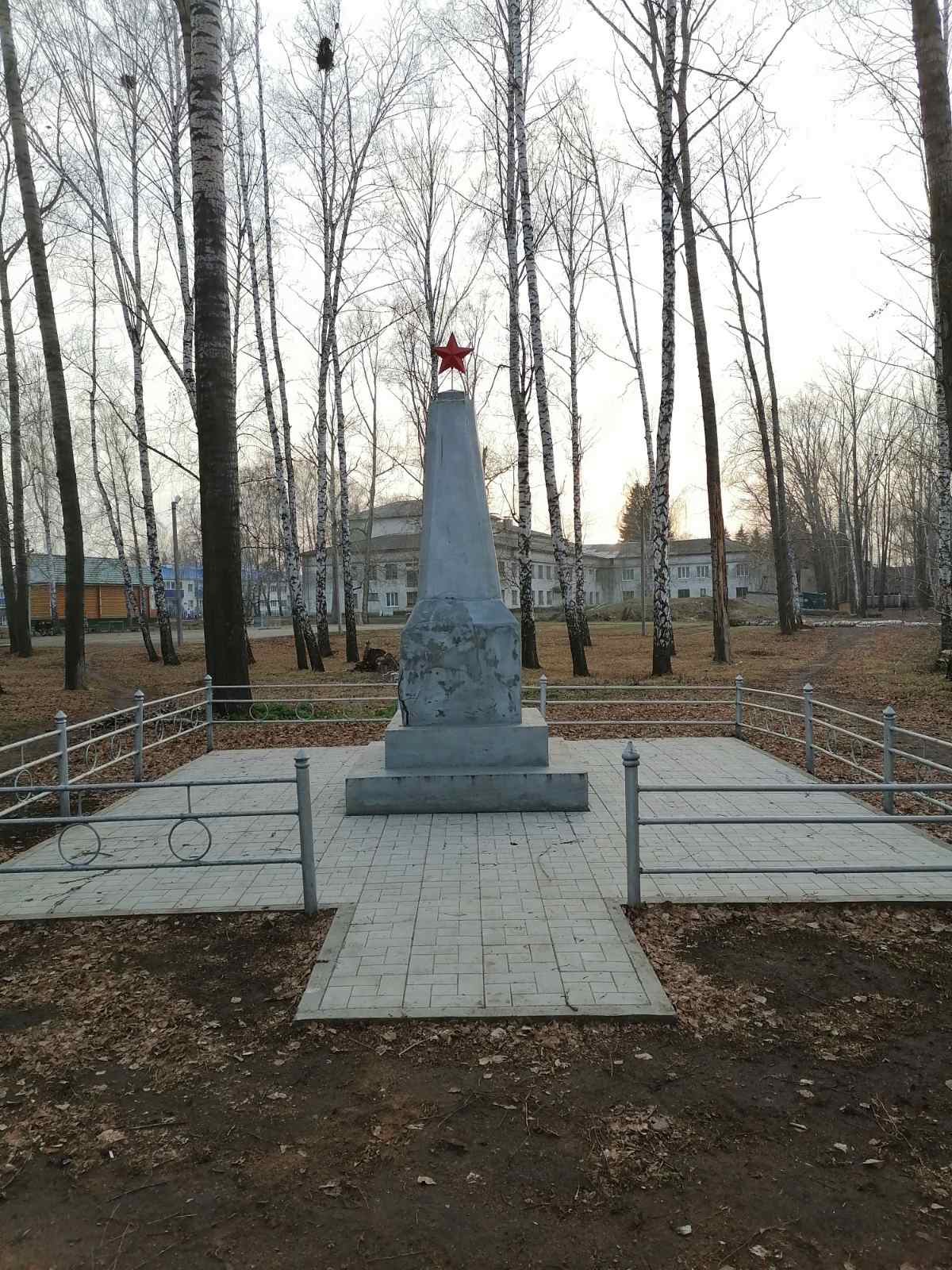
Братская могила.
Памятник «Скорбящая Мать».
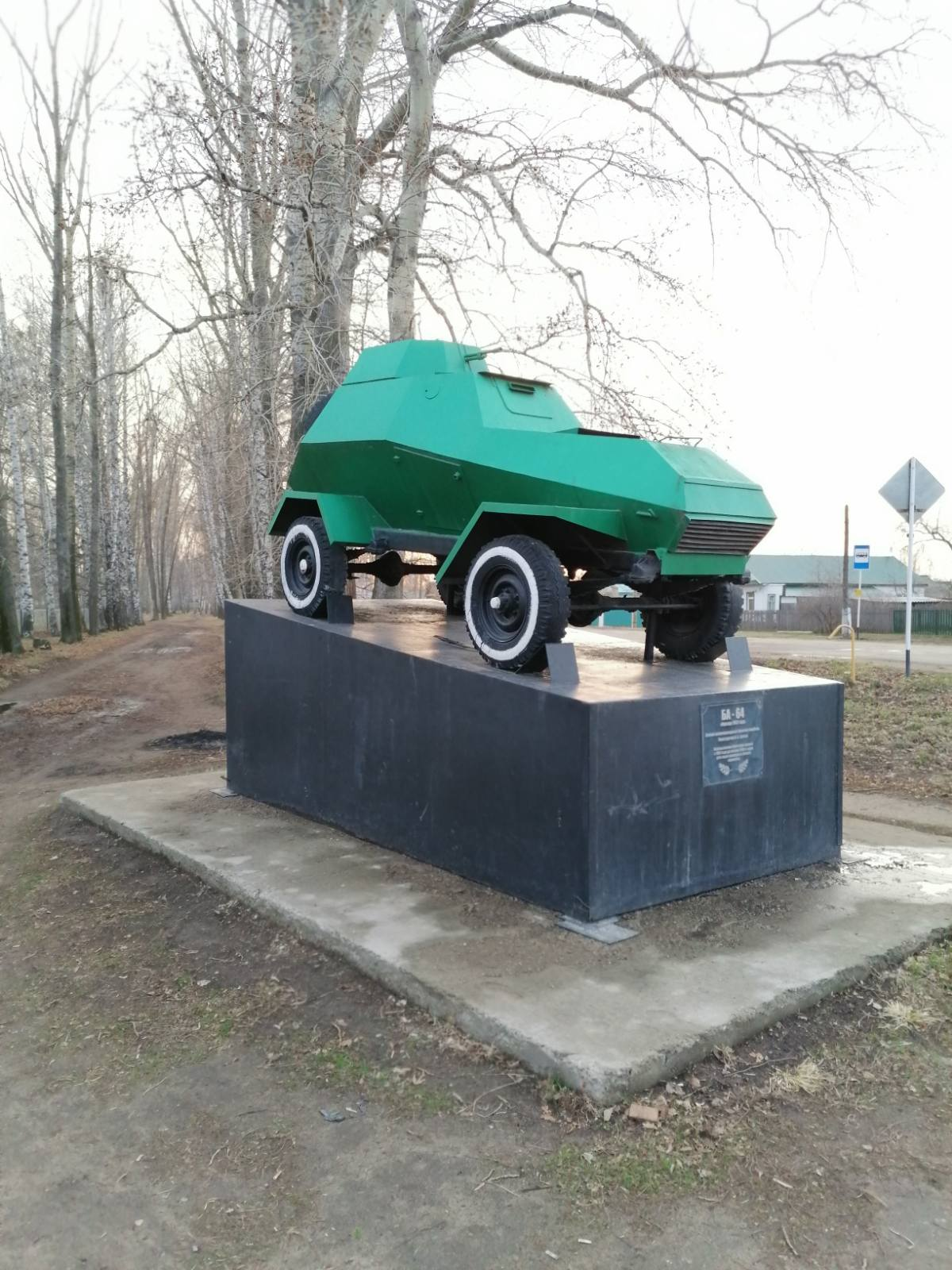
Памятник бронеавтомобилю БА-64.
Памятник Воинам-землякам (фрагмент).
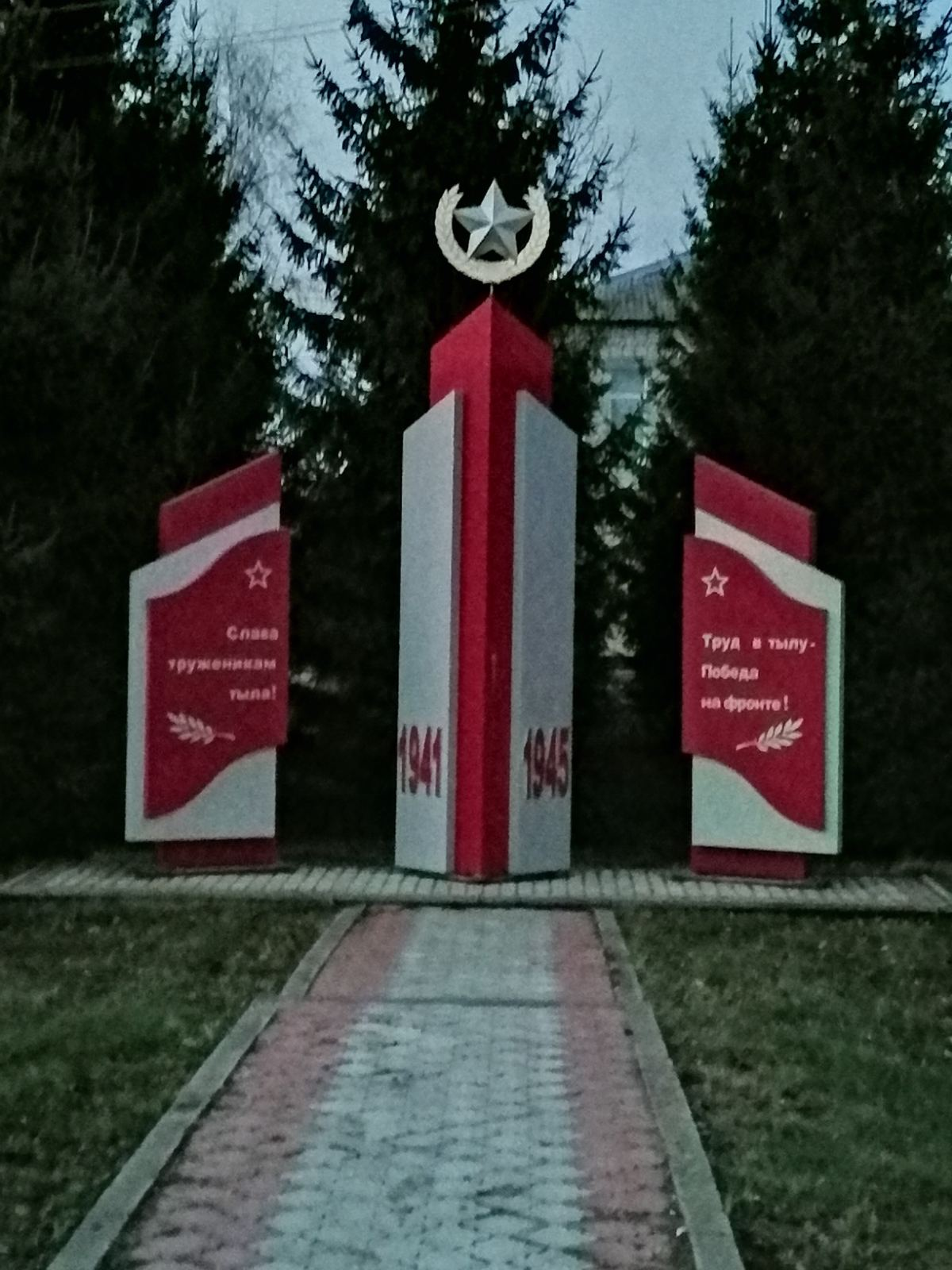
Монумент "Труженикам тыла".
Памятник «Скорбящая мать».
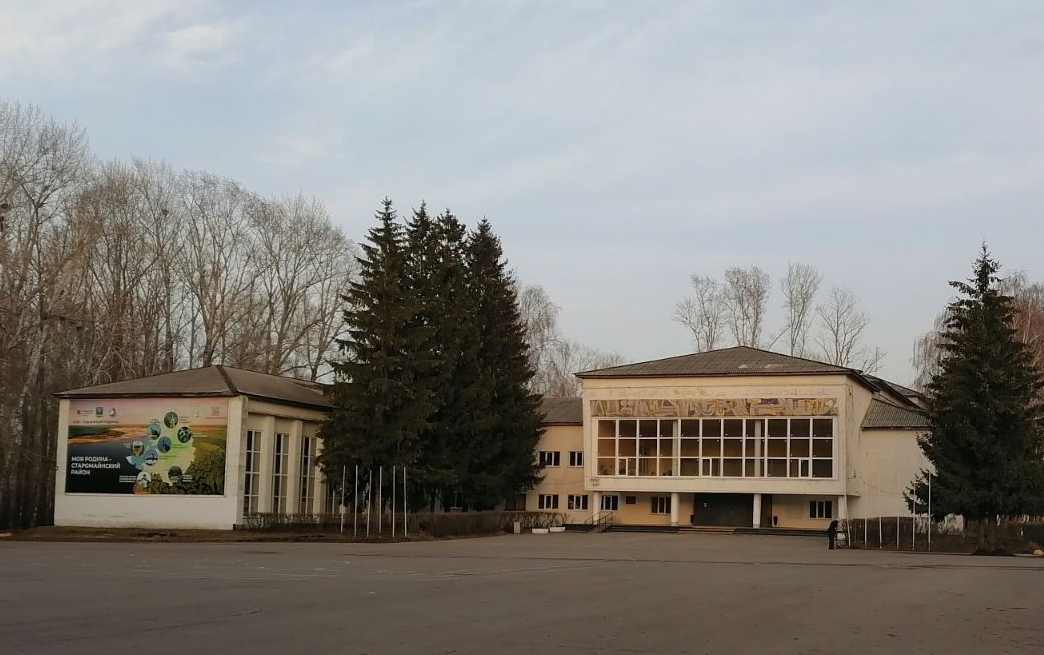
Районный Дом культуры.
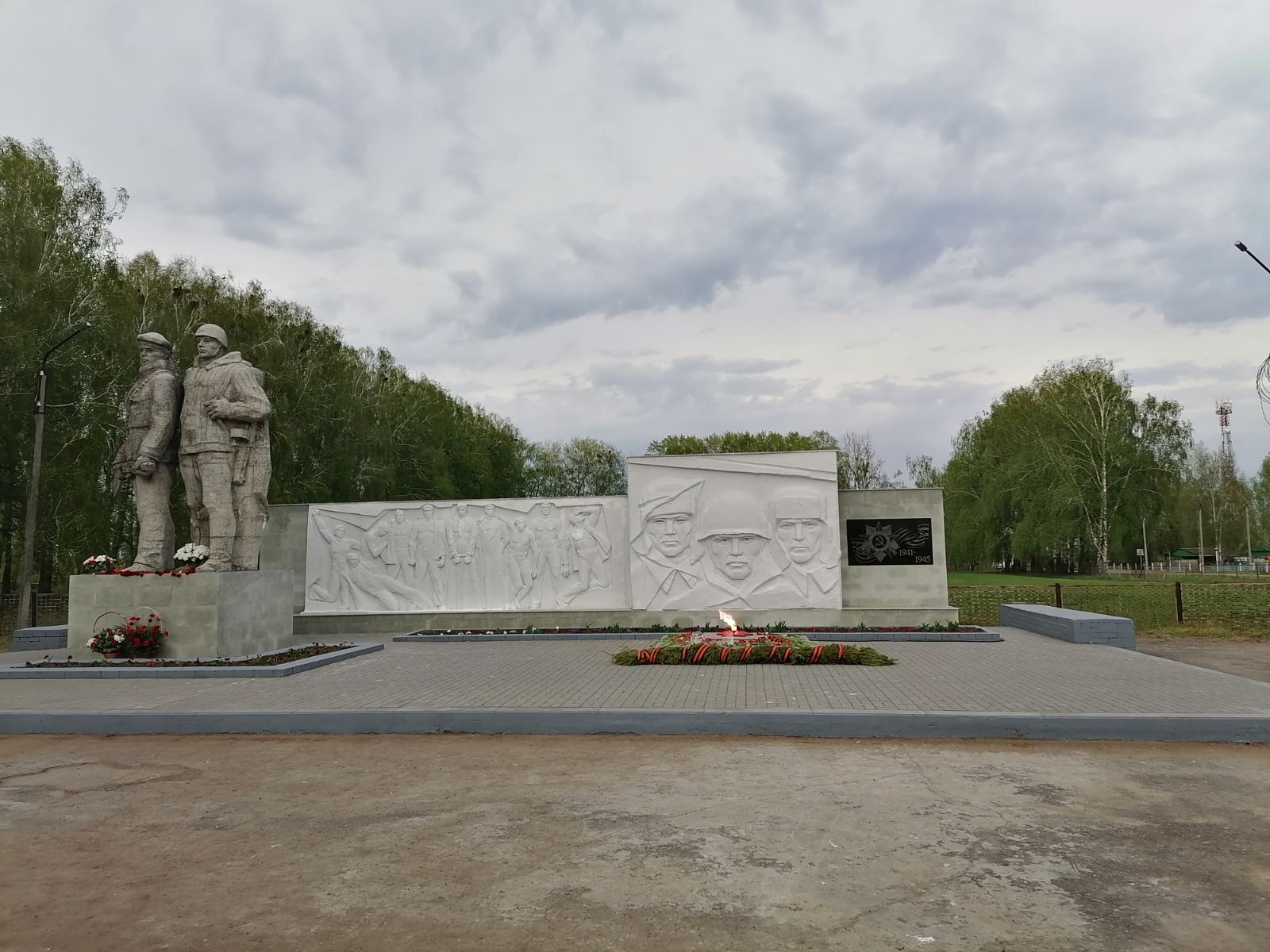
Вечный огонь, Ст. Майна (9.05.2021).